# Oradea
Oradea, cunoscută în trecut ca Oradea Mare, (în maghiară Nagyvárad, în germană Großwardein, în slovacă Veľký Varadín, în latină Magnovaradinum) este municipiul de reședință al județului Bihor, Crișana, România. Se află în vestul României, pe râul Crișul Repede, în imediata apropiere a frontierei cu Ungaria.
Totodată, Oradea este și cel mai important oraș din regiunea istorică Crișana. La recensământul din 2021 municipiul avea 183.105 de locuitori. Zona metropolitană, care include și 11 comune învecinate, avea, în anul 2002, o populație de 249.746 locuitori, dintre care 68,2 % români, 28,7 % maghiari ș.a. În perioada interbelică, 20,6 % din populația orașului era alcătuită din evrei, fiind consemnate, de asemenea, comunități de germani, slovaci, ucraineni etc. (vezi județul Bihor interbelic).
Stațiunile balneare Băile Felix și Băile 1 mai se află la o distanță de 8 km, respectiv 4 km de oraș. Pe lângă apele termale recunoscute pe plan internațional pentru efectele terapeutice, în această zonă se găsește o formațiune carstică spectaculoasă, mai exact, un aven cu o adâncime de 86 de metri, denumit în zonă „Craterul de la Betfia”, precum și Pârâul Peța, cu o vegetație tropicală unică în Europa.
Timp de secole, municipiul Oradea a reprezentat un punct important de referință pentru zonă, fiind cel mai important centru cultural și comercial. În Evul Mediu, în Cetatea Oradiei exista un observator astronomic, iar astronomii care lucrau acolo foloseau meridianul Oradiei ca meridian de 0°.
Turismul orădean se dezvoltă, Oradea participând, alături de Băile Felix, la Târgul de Turism de la Viena din ianuarie 2015 și la Târgul de Turism de la Berlin in 2024.

## Istorie

### Cetatea Oradiei
Oradea este menționată pentru prima dată cu numele latin Varadinum la 1113, într-o diplomă a abației benedictine din Zobor, în care apare numele episcopului Sixtus Varadiensis și al comitelui Saul de Bychar. De-a lungul Evului Mediu, cetatea a devenit loc de conviețuire pentru un mozaic etnic care a contribuit la stabilirea componenței etnice de astăzi al Oradiei: români, maghiari, austrieci, slovaci, evrei, ruteni și turci.

### Oradea sub regele Ladislau I
Cetatea Oradiei, ale cărei vestigii se pot vedea și astăzi, este menționată întâia oară în 1241, cu ocazia efectuării unor reparații grabnice pentru a face față unui iminent atac tătaro-mongol. Construirea cetății este atribuită regelui Ladislau I (1077-1095), în onoarea căruia la 27 iunie 1191, Papa Celestin al III-lea emite un act prin care are loc sanctificarea regelui. Conform Cronicii Pictate de la Viena (Chronicon pictum Vindobonense), tot regele Ladislau I a fost cel care a hotărât să ridice „în locul numit Várad”, adică la Oradea, o mănăstire în cinstea Fecioarei Maria. Această mănăstire a constituit leagănul episcopiei romano-catolice de Oradea, al cărei întemeietor și patron spiritual a fost regele Ladislau I.

### Invazia mongolă
Invazia mongolă din 1241 a fost descrisă în „Carmen miserabile” de Rogerius, călugăr italian din Spalato, stabilit la Oradea, contemporan cu evenimentele.

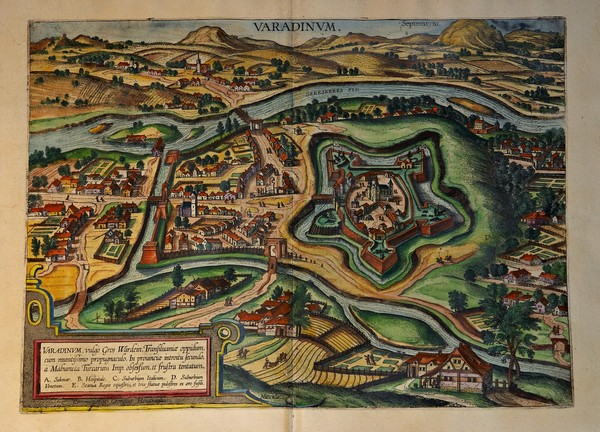
Hartă realizată de Franz Hogenberg (1535-1590)

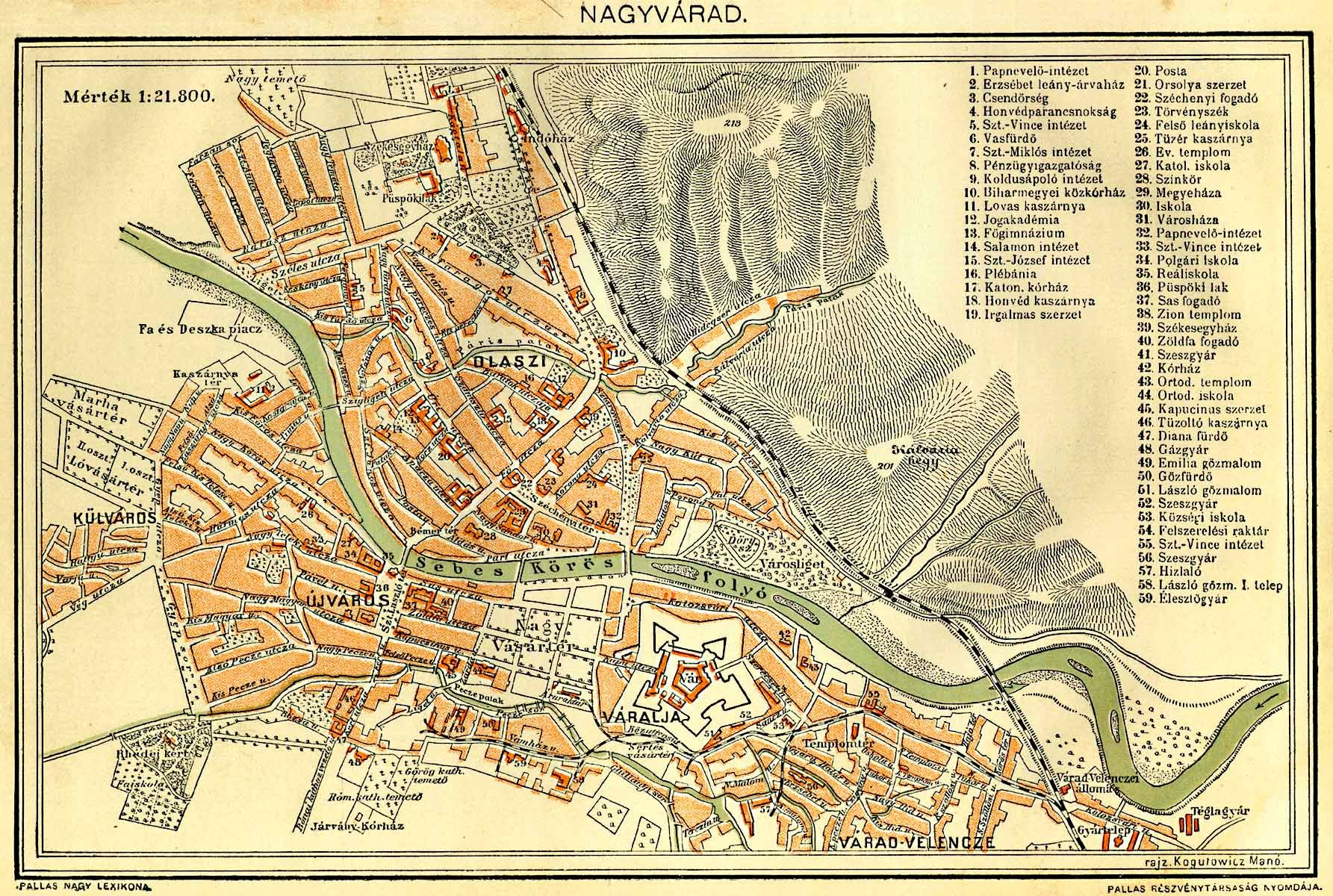
Hartă din 1897

### Oradea medievală - un mare centru cultural
În timpul regelui Carol Robert de Anjou (1308-1342) și a fiului său Ludovic I al Ungariei (1342-1382) care au adus din patria lor italiană gustul pentru rafinament al acestei culturi, Oradea cunoaște ca oraș și sediu episcopal catolic o perioadă de înflorire.
 
Episcopul italian Andrea a fost considerat ca o perfectă încarnare a spiritului renascentist, zidind capele, ridicând altare, împodobindu-le cu cele mai luxoase decorații.
 
Cea mai impresionantă personalitate a Renașterii din Europa Centrală a acestei vremi a fost episcopul maghiar de origine croată Ioan Viteaz de Sredna (în maghiară Vitéz János). Oradea devine cunoscută în anii lui Ioan Viteaz ca un centru de mare importanță al culturii renascentiste. 

Cu ajutorul lui Ioan Viteaz, și-a înălțat la Oradea primul observator astronomic din Europa (înaintea celui din Nürnberg) vestitul fizician al Universității din Viena, Georg von Peuerbach, folosind locația Oradiei drept meridianul de 0 în lucrarea sa Tabula Varadiensis (în română: Tabelul orădean), publicată în 1464. Toate hărțile terestre și maritime ale lumii din acea vreme menționau acest fapt. În prezent numai unele hărți maritime mai păstrează acest reper.

### Răscoala lui Doja și ocupația turcească
În 1514 are loc în Transilvania răscoala condusă de nobilul covăsnean Gheorghe Doja (Dózsa György), care a cuprins și Bihorul. În 1541 s-a constituit pașalâcul de la Buda, care cuprindea Ungaria Centrală. Transilvania a devenit principat autonom în cadrul căruia era înglobat și Bihorul. În 1660 turcii ocupă Oradea și întreg ținutul pe care-l vor stăpâni până în anul 1692.

### Oradea de partea împăratului

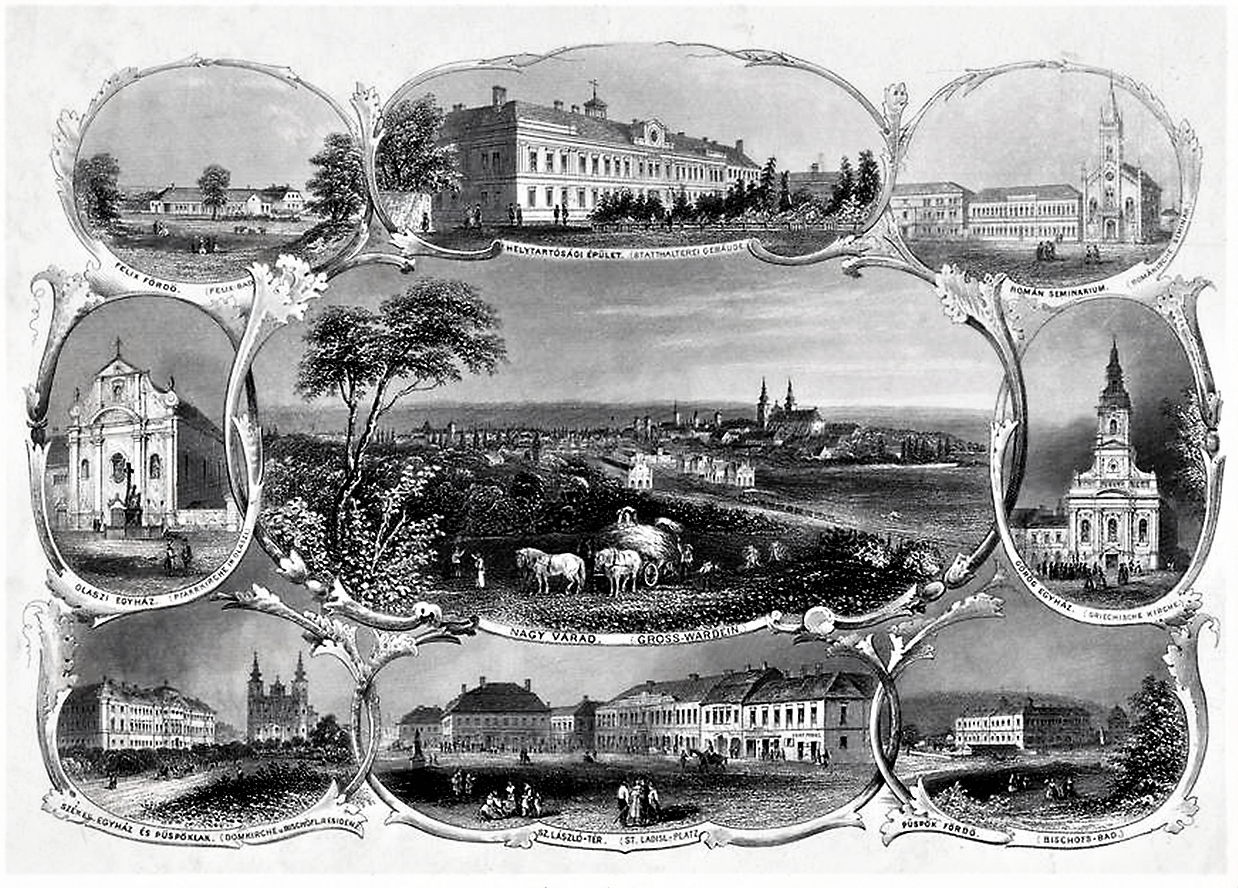
Oradea pe la 1850

Centrul Oradei

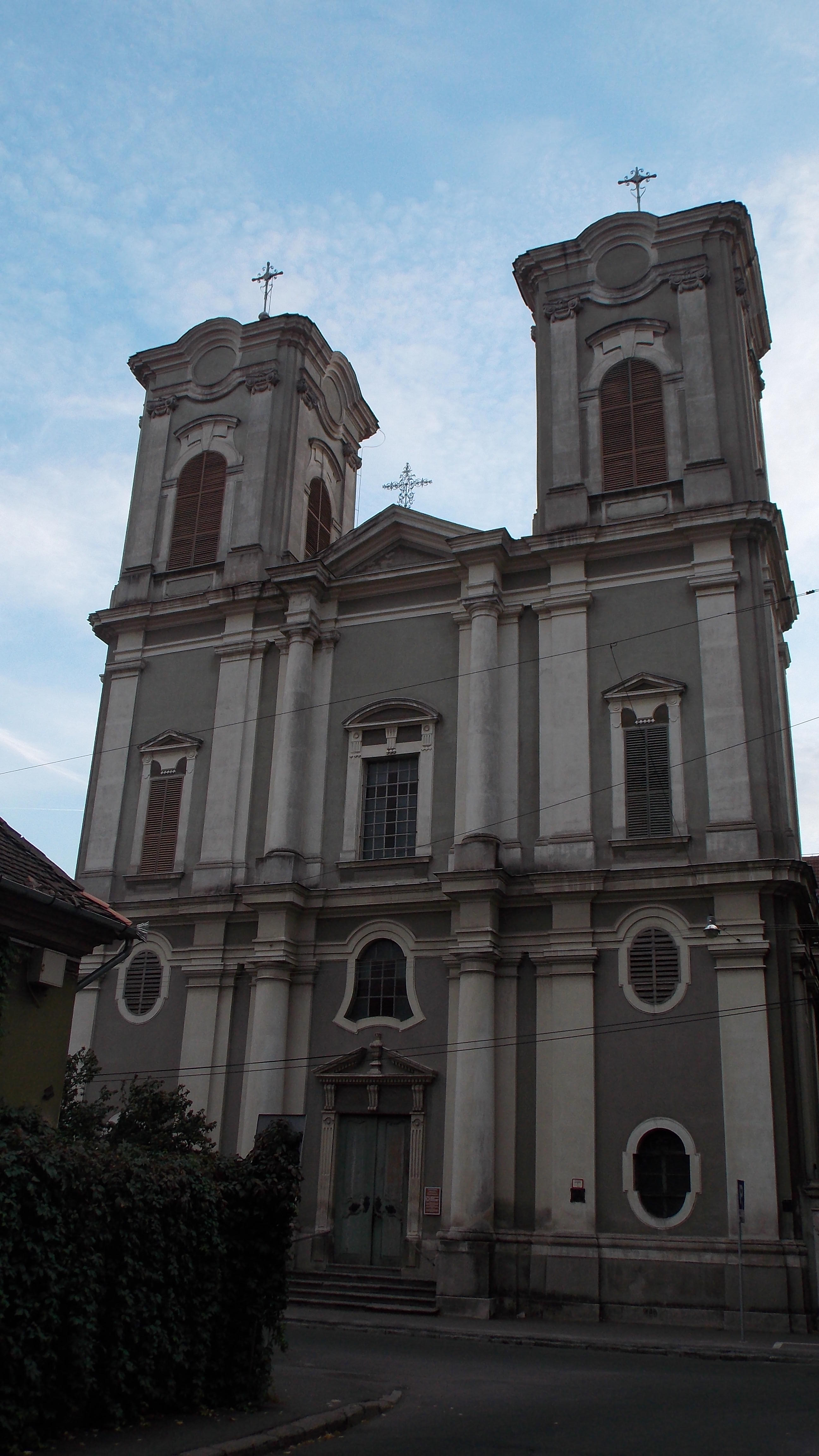
Biserica ordinului premonstratens

În anul 1703 izbucnește o mișcare anti-habsburgică condusă de Francisc Rákóczi al II-lea. Târgurile din jurul cetății au devenit câmpuri de bătălie între garnizoana imperială din interiorul fortificației și răsculații lui Rákóczi. Meritele orădenilor în sprijinirea garnizoanei imperiale din timpul mișcării rakocziene au fost recunoscute oficial la 27 noiembrie 1712 chiar de Împăratul Carol al VI-lea. Viața economică orădeană a fost caracterizată de înflorirea ramurilor neagricole: meșteșugurile și comerțul, negustorii constituind cea mai activă categorie socială din oraș.
În această perioadă au fost edificate Catedrala Romano-Catolică din Oradea și Palatul Baroc. Între 1757 și 1763, înainte de a fi chemat la Salzburg, muzician al catedralei romano-catolice din Oradea a fost compozitorul Michael Haydn, fratele lui Joseph Haydn și prieten apropiat al lui Wolfgang Amadeus Mozart.
Papa Pius al VI-lea a înființat în anul 1777 Episcopia Greco-Catolică de Oradea Mare. Unul din corifeii Școlii Ardelene a fost episcopul greco-catolic orădean Ignațiu Darabant. Promotor al emancipării spirituale a românilor bihoreni a fost și urmașul său, episcopul Samuil Vulcan, întemeietorul liceului românesc din Beiuș, care astăzi îi poartă numele.
La 19 iunie 1836 un puternic incendiu, care a durat trei zile, a avut urmări catastrofale pentru locuitorii Oradiei. Focul a izbucnit în centrul orașului și a cuprins clădirea primăriei, fabrica de mătase, fabrica de bere, hotelul „Vulturul Negru”, depozitul de sare, fabrica de cărămidă și câteva biserici, inclusiv Biserica cu Lună, principala biserică ortodoxă din acea vreme. Acestea au fost distruse parțial sau în totalitate. Pe lângă acestea focul a mistuit și 414 case cu clădirile anexe, întinzându-se până la zidurile cetății, cuprinzând și cartierul Velența.

### Revoluția pașoptistă
Anul revoluționar 1848-1849 și-a făcut simțită prezența și la Oradea. La 21 mai 1848, la Pesta, s-au întrunit sub președinția lui Emanuil Gojdu, circa 40 de deputați români din Crișana și Banat, printre reprezentanții orădeni numărându-se Nicolae Jiga, Ioan Dragoș, Gheorghe Fonai și Ioan Gozman. Chiar dacă revoluția a fost înfrântă, tradiția revoluționară a anilor 1848-1849 a marcat decisiv conștiința publică orădeană, efectele ei pe termen lung simțindu-se, mai ales după 1867, când participanții la revoluție care au scăpat cu viață au putut să se manifeste în viața politică locală. A urmat o înăsprire a ocupației austriece, caracteristică întregului Imperiu. În războiul pentru cucerirea independenței (1877-1878) participă și românii din Bihor în lupta împotriva turcilor.

Stradă în centrul Oradei

### Eliberarea Transilvaniei

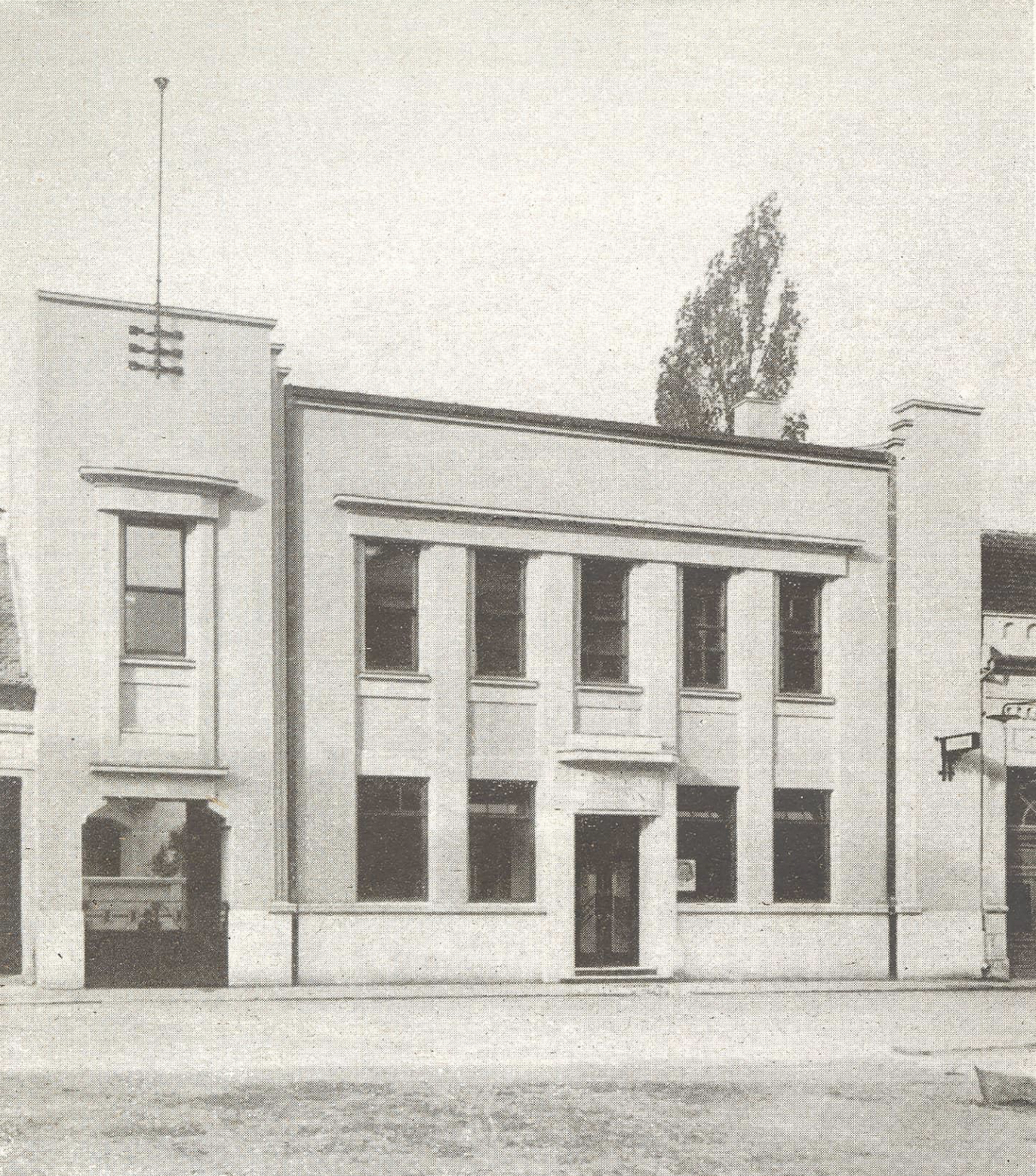
Oficiu telefonic, anii 1920-1930, de Constantin Nănescu, un exemplu de arhitectură românească în stil Art Deco din Oradea

La 12 octombrie 1918 în casa dr. Aurel Lazăr a fost redactată o declarație care a proclamat dreptul românilor transilvăneni la autodeterminare. La 3 noiembrie s-a constituit Comitetul Național Român, compus din Aurel Lazăr (președinte), Roman Ciorogariu, Coriolan Pop, Iacob Radu, etc. Tot acum se înființează Consiliul Militar Român. La 1 decembrie 1918, un număr mare de delegați ai județului Bihor participă la Marea Adunare Națională de la Alba Iulia, într-o dorință unanimă de a consfinți Marea Unire cu Regatul României. A doua zi, Aurel Lazăr a fost numit șeful resortului Justiție în Consiliul Dirigent, instituit pentru a conduce treburile Transilvaniei până la preluarea administrației de către statul român.
În urma Tratatului de la Trianon ,din 4 iunie 1920,Oradea este oficial alipită Regatului României.Frontiera dintre România și Ungaria va trece mult mai aproape de oraș,mai exact la 13 km.La Marea Adunare Națională de la Alba Iulia , frontiera dintre România și Ungaria se dorea a fi situată pe râul Tisa
În perioada dintre cele două războaie mondiale, Oradea s-a menținut ca un puternic centru industrial și comercial. La fel ca și în cazul altor orașe mari din Vestul Transilvaniei, eforturile s-au îndreptat spre transformarea Oradiei într-un puternic centru cultural românesc.

### Sub Ungaria horthystă. Ghetoul evreiesc
În contextul celui de-al doilea război mondial, în vara anului 1940, acțiunile militare și revizioniste ale Ungariei horthyste, sprijinită de statele fasciste - Germania nazistă și Italia lui Mussolini - au fost completate de activități de tip terorist pe teritoriul românesc, activități menite a pregăti o eventuală intervenție armată. În perioada desfășurării tratativelor dintre guvernul român și cel maghiar, pe teritoriul României au fost organizate numeroase grupuri teroriste. Centrul lor coordonator se afla la Oradea, dar întrucât organele românești de resort au procedat, la mijlocul lunii august, la arestarea principalilor organizatori și participanți, misiunea lor n-a putut fi dusă la îndeplinire.
În 30 august 1940, în urma celui de al doilea Dictat de la Viena, România a trebuit să cedeze Ungariei o parte din teritoriul Transilvaniei, teritoriu în care intra și Oradea. Imediat au început relocări masive ale celor două comunități, română și maghiară și o exacerbare a persecuției evreilor. În vara anului 1941, a avut loc deportarea din Oradea a evreilor care înainte de 1919 nu au avut pașaport maghiar, sau care erau apatrizi. Aceștia precum și alți evrei de pe teritoriul Ungariei, unii aleși întâmplător sau din exces de zel, au fost deportați și uciși în Masacrul de la Camenița-Podolski, primul masacru de peste 10.000 de evrei din timpul războiului (23.300 de evrei uciși în 3 zile!).
Persecuția antisemită s-a întețit treptat și mai ales după ocuparea Ungariei de către Germania și instalarea unui guvern maghiar extremist cooperant în primăvara anului 1944. Apogeul a fost atins la 30 aprilie 1944, când secretarul de stat Endre László, dispune mutarea tuturor evreilor din Oradea și împrejurimi (33 000, o treime din populația de atunci a orașului) în cele două Ghetouri din Oradea - în zona Sinagogii Ortodoxe și pe malul Crișului și împrejmuirea acestora cu un gard înalt de sârmă ghimpată.
Articol principal: Ghetoul Oradea
O relatare cutremurătoare a acestui episod tragic o găsim în Jurnalul Evei Heyman, (supranumită și Anna Frank de Oradea), o fetiță evreică maghiară care a fost deportată la Auschwitz, unde Josef Mengele a trimis-o la camera de gazare.
După ce evreii au fost jefuiți de absolut toate bunurile lor, între 23 mai - 27 iunie 1944, a avut loc operațiunea întreprinsă de autoritățile colaboraționiste și unitățile de jandarmerie maghiare, de deportare a populației evreiești în lagărele de exterminare hitleriste, conform obligațiilor luate de guvernul pro-nazist al Ungariei față de planificatorii naziști germani ai genocidului. Circa 90 % din evreii din Oradea au pierit în aceste lagăre, în special în cele de la Auschwitz și Dachau. (Din cei 33 000 s-au mai întors 2000).

### A doua eliberare
La 27 septembrie 1944, Vânătorii Diviziei 3 Munte, Divizia 337 infanterie sovietică și Divizia Tudor Vladimirescu au atacat dispozitivul de apărare germano-ungar. În luptele din perioada 7-12 octombrie 1944, Armata 1 Română a concentrat 3 divizii, acestea având un număr de 16.225 de militari, pierderile fiind de 1.154 de militari. La 12 octombrie 1944 a avut loc atacul decisiv asupra Oradiei; trupele ungare și germane s-au retras din oraș, lăsând în urmă doar grupuri mici, cu misiunea de a distruge clădirile mai importante. Eliberarea orașului s-a făcut de către trupele române și sovietice. Ziua de 12 octombrie, când Armata României a eliberat Oradea, este sărbătorită pe plan local ca Ziua Oradei.

### Perioada dictaturii comuniste

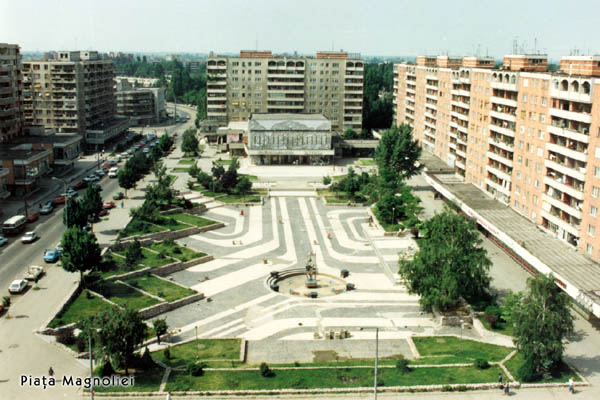
Cartier postbelic în Oradea anilor '80

O dată cu reinstaurarea administrației civile românești, la 9 martie 1945, conducerea administrativă și politică a Oradiei a fost preluată de elemente comuniste locale, a căror ascensiune la putere a fost facilitată de administrația militară sovietică. Regimul comunist a determinat schimbări esențiale în ansamblul vieții publice orădene, pervertind și încetinind funcțiile organismului social. Istoria Oradiei în anii dictaturii comuniste poartă amprenta specifică fiecăreia dintre etapele evoluției acestui regim la scară națională. Anii 1944-1947 au corespuns etapei cuceririi puterii politice de către forțele comuniste.
Modelul stalinist a dominat întreaga viață politică, social-economică și culturală între anii 1948-1960, perioada 1960-1965 aducând o relativă îndepărtare de Moscova. Regimul Ceaușescu (1965-1989), practicând o oarecare destindere și liberalizare în primii ani (1965-1971), a instaurat treptat un regim dictatorial, punându-se accent pe cultul personalității. Paralel cu lupta pentru cucerirea puterii politice, autoritățile comuniste au declanșat acțiunea de reprimare a tuturor elementelor necolaboraționiste, a unui număr impresionant de persoane prezente în campania de rezistență împotriva comunismului și a luptei pentru victoria partidelor democratice. La momentul oportun aceștia trebuiau înlăturați de pe scena vieții politice. În cursul anilor '50, arestările și condamnările politice au atins culmi nebănuite. Deosebit de violentă a fost represiunea asupra diferitelor biserici și culte, episcopii și preoții constituind una dintre cele mai numeroase categorii de deținuți politici.
În ciuda vicisitudinilor de ordin politic și ideologic, viața economică a Oradiei a cunoscut, în anii dictaturii comuniste, o incontestabilă dezvoltare. Începând din 1949-1950, după naționalizare, întreprinderile și-au desfășurat activitatea în conformitate cu planurile cincinale, caracteristice vremii. Accentul dezvoltării industriale a fost pus pe ramurile constructoare de mașini, energetică, siderurgică și chimică, dar industria ușoară și alimentară a fost, de asemenea, reprezentativă. Urmare a acestor evoluții economice, populația Oradiei a crescut semnificativ, sporului natural adăugându-i-se și o importantă componentă de mișcare a populației către zonele mai dezvoltate. S-au înregistrat progrese și în domeniul serviciilor publice, transport, sănătate. De asemenea, turismul a constituit o preocupare pentru autoritățile vremii, în acest sens Băile Felix și Băile 1 mai, ale căror resurse de apă termală cu efecte curative aveau o reputație constituită încă din Antichitate, dar mai ales din secolul XVI, au fost aduse la standardele vremii.
Începând cu anii 1970, efectele negative ale politicii de industrializare forțată s-au făcut simțite și în Oradea, ca și la nivelul întregii țări. Concentrarea aproape a întregii producții industriale și agricole pentru export, în vederea obținerii resurselor financiare necesare pentru a plăti toată datoria externă a României, a adus populația în situația de a se confrunta cu numeroase lipsuri și greutăți. Nivelul de trai al orădenilor, a fost, însă, relativ suportabil comparativ cu situația locuitorilor din alte centre urbane românești, având în vedere poziția privilegiată, de oraș de frontieră.

### Oradea în prezent
Evenimentele revoluționare din decembrie 1989 au provocat schimbări semnificative în structurile politice, sociale și economice românești, fiind percepute imediat și în Oradea. De remarcat, pentru perioada post-decembristă, la nivelul Oradiei, este întoarcerea acesteia la vechea sa tradiție universitară. Începând cu 2 mai 1990, prin hotărâre de guvern, ia ființă Universitatea Tehnică din Oradea, care devine, un an mai târziu Universitatea din Oradea. În anii care au urmat, instituția a cunoscut o continuă dezvoltare, fiind astăzi unul dintre cele mai însemnate centre universitare din zona de vest a țării.

## Numele și stema

### Etimologia toponimuluiOradea
Oradea și Orade (în graiul bihorean) sunt variantele de rostire pe românește a toponimului maghiar Várad (mai târziu Nagyvárad „Oradea Mare”). Várad este, împreună cu várda, o derivare și, totodată, variantă a cuvântului (indoeuropean, înrudit cu germanul wehr-) vár (cetate, fortăreață), prin sufixarea cu sufixele circumstanțiale de loc (foarte productive la generarea toponimelor maghiare) -ad și -da. (Város „oraș” este de asemeni derivat din vár prin sufixarea cu -oș.) Denumirile Várad, Várda, Varadia, însemnând pur și simplu „cetate, cetățuie” sau echivalând cu toponimul românesc „Cetățeni”, există în alte câteva ținuturi ale fostului regat Ungaria. De obicei, acest tip de toponime au primit echivalentul german Wardein (excepție notorie fiind Varașdinul: Warasdin/Waraschdin, astăzi în Croația).
În diplomele regale și alte documente medievale de cancelarie, numele localității era latinizat sub formele ´Waradinum, Uaradinum, Varadinum și atestat din secolul XI, când regele Ladislau I al Ungariei a ctitorit în localitate o mănăstire (regele, supranumit Sf. Ladislau, a fost înmormântat la Oradea). I-a crescut notorietatea după ce Rogerius, canonicul catolic, de origine italiană, al Oradiei, a scris Carmen miserabile, o cronică a invaziei mongole din 1241 în Bihor.
Se pare că prima consemnare a formei românești a toponimului a fost făcută de cronicarul Miron Costin în Letopisețul Țărîi Moldovei (la mijlocul secolului XVI).
Prima carte tipărită la Oradea în limba română - cert atestată - figurează ca fiind tipărită în 'Urbea Mare'. Este vorba de volumul Biografiile celor vestiți români și române, din 1859, de preotul Ioan Munteanu. Cea mai veche hartă în care orașele transilvane au nume românești consemnează Varadia Mare, nu Oradea Mare, Varadia fiind un nume de localitate mai comun, existent și în alte regiuni (vide supra). Atât Urbea Mare, cât și Varadia Mare reprezintă adaptarea denumirii maghiare Nagy-Varád (Nagyvárad).

### Stema și steagul municipiului
Stemele orășenești sunt printre însemnele heraldice românești cu cea mai mare vechime. Ele au apărut, în primul rând, datorită necesității autentificării unor acte emise de sfatul orășenesc. Primul sigiliu cunoscut al orașului Oradea datează din anul 1470 și era format dintr-un cap încoronat.
Stema actuală a Oradiei conține un scut, deasupra căreia se află coroana argintie în formă de cetate cu 7 turnuri. Scutul este despărțit în două sectoare: partea superioară ocupă două treimi, este de culoare albastră și prezintă două figuri heraldice: Sfântul Arhanghel Mihail în stânga și un leu încoronat în dreapta, ce susțin o cruce creștină albă; partea inferioară ocupă o treime din scut, este de culoare roșie și conține o figură heraldică reprezentând Cetatea Oradiei, cu o carte deschisă în mijloc. Stema a fost aprobată de către Comisia Națională de Heraldică, Genealogie și Sigilografie, din cadrul Academiei Române.
Steagul Oradiei, adoptat de Primărie, este realizat din mătase, partea superioară ocupă trei sferturi și este de culoare roșie, iar partea inferioară este de culoare albastră. În mijlocul lui se află, pe ambele fețe, stema municipiului.

Stemele istorice și steagul Oradiei
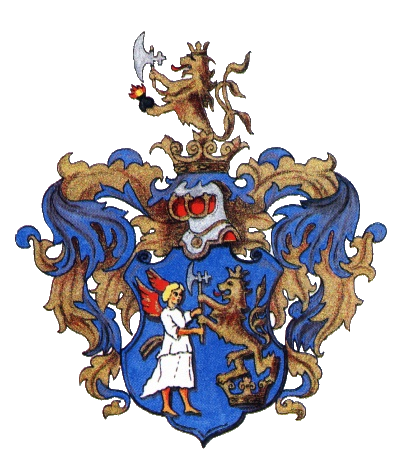
Stema din perioada Austro-Ungariei
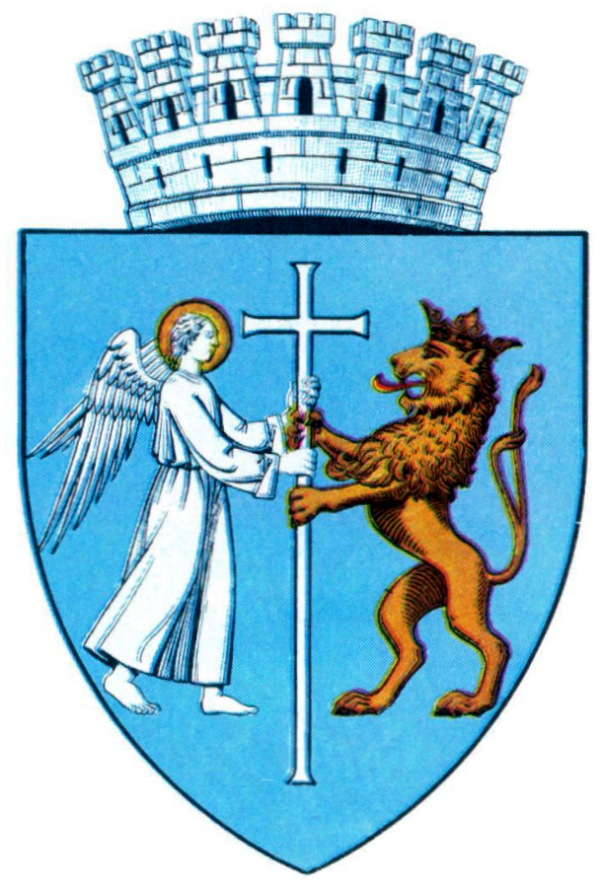
Stema din perioada interbelică
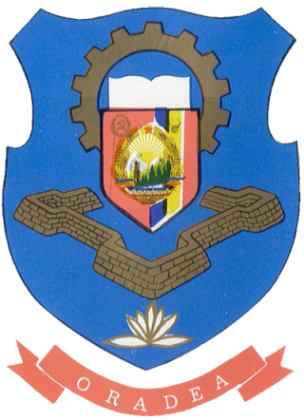
Stema din perioada comunistă
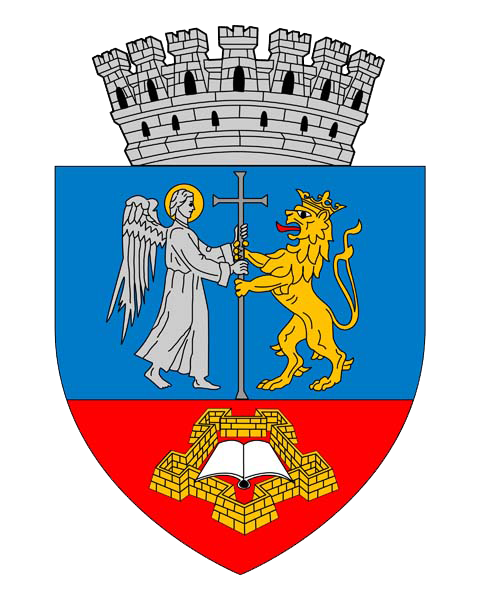
Stema din perioada post-decembristă
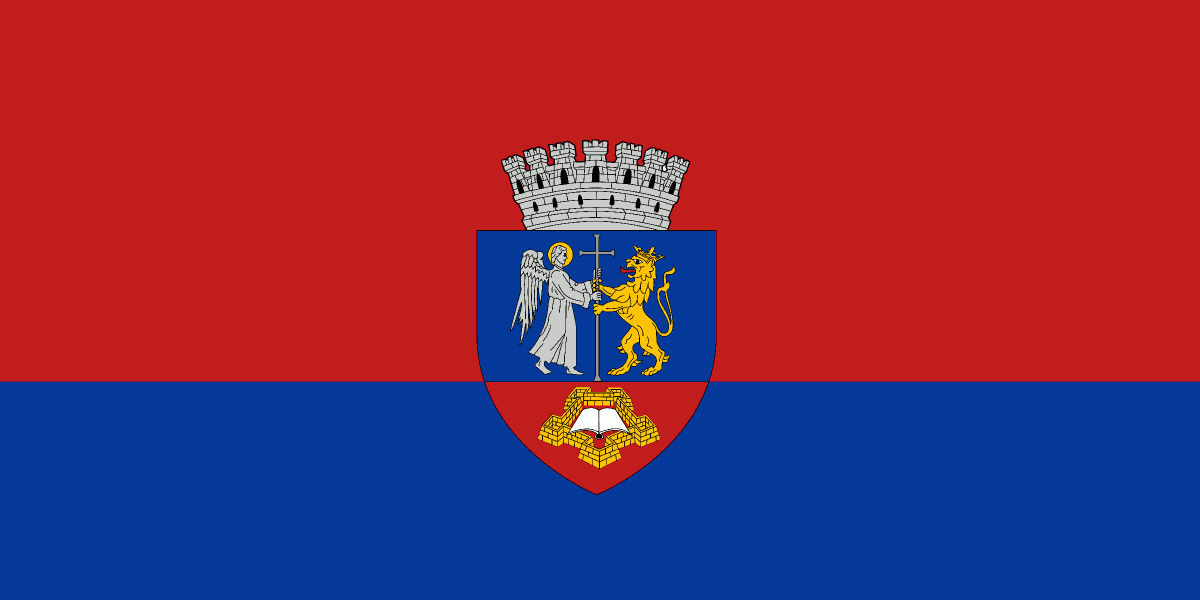
Drapelul oficial al orașului Oradea

## Geografie

### Localizare

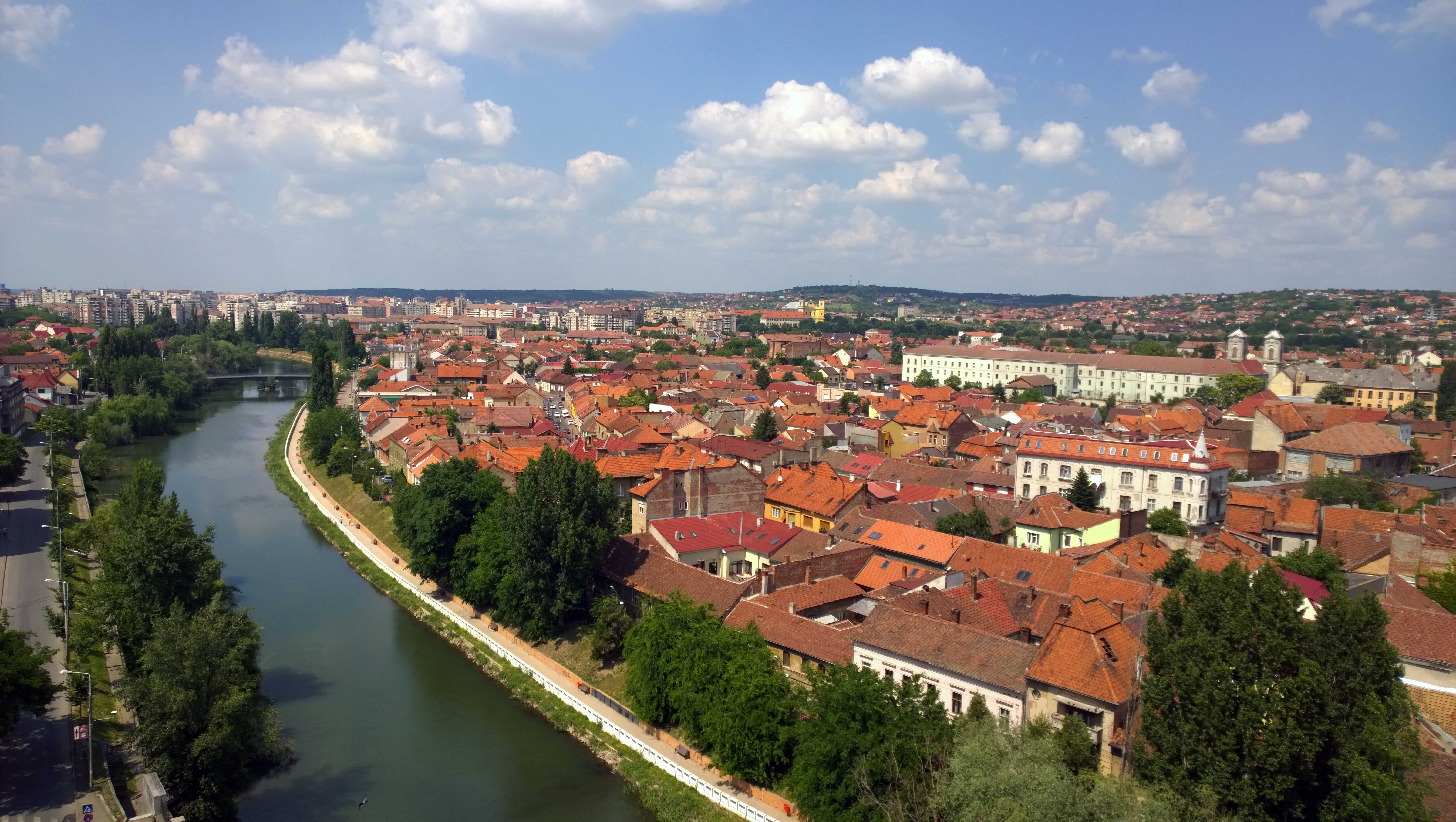
Crișul Repede în Oradea

Situat la numai 13 km de granița de vest a României, municipiul Oradea, reședința administrativă a județului Bihor, ocupă o poziție central-europeană privilegiată, constituind un important nod de comunicații, aflat la o distanță sensibil egală de capitalele regiunii: București (651 km), Viena (518 km), Budapesta (248 km), Praga (676 km).
Latitudinea nordică de 47 03' și longitudinea estică de 21 55' plasează Oradea pe cursul Crișului Repede într-o zonă deluroasă aflată în prelungirea Munților Apuseni. La altitudinea medie de 126 m deasupra nivelului mării, Oradea se găsește la deschiderea Văii Crișului Repede spre câmpie, într-o zonă de contact între prelungirile Munților Apuseni și Câmpia Banato-Crișană, arie de trecere de la relieful deluros (Dealurile Vestice, Dealurile Oradiei, Dealurile Gepișului) către cel de câmpie.
Este accesibil cu automobilul/autobuzul, trenul sau avionul. În apropierea sa se găsesc localitățile-stațiuni Băile Felix și Băile 1 mai. În procesul de dezvoltare, Oradea a înglobat în structura sa satele Episcopia Bihor și Seleuș, în prezent urmărindu-se înglobarea comunelor din jurul orașului, prin crearea Zonei Metropolitane Oradea.

### Hidrografie

Vegetație de luncă pe malul Crișului Repede

Prin municipiul Oradea trec râul Crișul Repede, râul termal Peța, precum și pârăirile Pasteur, Sălbatic, Adona, Crișul Mic, toți afluenți ai Crișului Repede. Acesta străbate orașul chiar prin centru, creând o luncă în centrul istoric. În anii 1980, în dreptul satului Tileagd s-a construit primul hidrobaraj pe Crișul Repede.

### Floră și faună
Flora municipiului nu diferă de cea a județului. În numeroase zone ale orașului cresc arbori de magnolii, iar în apropiere de Oradea există o pădure relativ întinsă de foioase. Râul Crișul Repede a creat în mai multe zone o luncă, unde vegetația este tipică acestui relief.
Animalele sălbatice lipsesc aproape în totalitate, existând totuși grupuri de rozătoare și mamifere mici, precum și căprioare, în pădurea Felix de lângă oraș. Dar sunt și unele reptile cum ar fi șopârla și șarpele de apă care se află îndeosebi pe malurile Crișului Repede. Dintre mamifere putem aminti și vidra. În Crișul Repede trăiesc, de asemenea, mai multe specii de pești, cum ar fi :
avat, biban, caras, crap, lin, păstrăv, roșioară, somn, șalău, știucă, clean ș.a.

### Climă
Clima orașului este determinată de Vânturile de Vest, fiind, așadar, o climă temperat continentală, cu o temperatură medie anuală de 10,3 °C, pentru luna iulie media nedepășind 21 °C, în timp ce în ianuarie se înregistrează o medie de -1,7 °C. Precipitațiile înregistrează o medie anuală de 585,4 mm, destul de ridicată pentru o zonă de câmpie similară.
Temperatura medie anuală
Temperaturi extreme
Temperatura minimă absolută înregistrată este -29,2 °C, pe 24 ianuarie 1942, valoare mai ridicată cu 10,3 °C față de minima absolută la nivelul României.
Temperatura maximă absolută înregistrată este 41,9 °C, în 20 iulie 2007, valoare mai coborâtă cu 2,6 °C față de maxima absolută la nivelul României.

## Demografie
Componența etnică a municipiului Oradea
     Români (67,52%)
     Maghiari (18,21%)
     Alte etnii (1,41%)
     Necunoscută (12,87%)
Componența confesională a municipiului Oradea
     Ortodocși (53,2%)
     Reformați (11,43%)
     Romano-catolici (7,41%)
     Penticostali (4,82%)
     Baptiști (3,24%)
     Greco-catolici (2,47%)
     Alte religii (3%)
     Necunoscută (14,43%)
Conform recensământului efectuat în 2021, populația municipiului Oradea se ridică la 183.105 locuitori, în scădere față de recensământul anterior din 2011, când fuseseră înregistrați 196.367 de locuitori. Majoritatea locuitorilor sunt români (67,52%), cu o minoritate de maghiari (18,21%), iar pentru 12,87% nu se cunoaște apartenența etnică. Din punct de vedere confesional, majoritatea locuitorilor sunt ortodocși (53,2%), cu minorități de reformați (11,43%), romano-catolici (7,41%), penticostali (4,82%), baptiști (3,24%) și greco-catolici (2,47%), iar pentru 14,43% nu se cunoaște apartenența confesională.
Conform datelor furnizate de Institutului Național de Statistică (INS), la 1 ianuarie 2015 populația stabilă a municipiului Oradea era de 223.237 de locuitori, menținându-se creșterea numărului de locuitori față de data recensământului efectuat în 2011, o creștere de aproximativ 12 %.

### Populație istorică
Date oficiale cu privire la populația orașului există doar începând cu secolul XVIII. Înainte de această perioadă există doar estimări vagi. Din punct de vedere demografic, Oradea s-a dezvoltat cel mai mult în secolul XX, populația orașului crescând de peste patru ori, în decursul a cca. 100 ani.
Conform recensământului maghiar din anul 1910, Oradea a avut 64.169 de locuitori, din care 58.421 aveau ca limbă maternă limba maghiară (91%), 3604 româna (5,6%), 1416 germana (2,2%), 279 slovaca (0,4%) și 159 poloneza (0,2%). Față de recensământul anterior, populația ce a declarat maghiara ca limbă maternă crescuse cu 30%, pe când populația vorbitoare de română crescuse cu 8%; celelalte limbi nu au cunoscut evoluții semnificative.
Oradea - evoluția demografică

Date: Recensăminte sau birourile de statistică - grafică realizată de Wikipedia

### Structura pe etnii
Conform ultimului recensământ, în 2011 Oradea a avut 196.367 locuitori, în scădere cu 4,95 %. Etnic, orădenii se împart în:
| - Români : 132718 (67,59 %) - Maghiari: 45305 (23,07 %) - Romi: 2132 (1,08 %) - Germani: 336 (0,17 %) - Slovaci : 425 (0,21 %) | - Evrei: 140 (0,07 %) - Italieni: 104 (0,05 %) - Ucrainieni: 39 (0,01 %) - Greci: 40 (0,01 %) - Bulgari: 23 (0,01 %) | - Ruși: 19 - Sârbi: 20 - Polonezi: 10 - Chinezi: 6 - Cehi: 4 | - Turci: 35 - Alte etnii: 547 (0,27 %) - Etnie nedeclarată: 14705 (7.48 %) |

### Structura confesională
După religia declarată la recensământul din 2011, orădenii sunt:
| - Ortodocși: 109566 (55,79 %) - Reformați: 26755 (13,62 %) - Romano-catolici: 17991 (9,16 %) - Penticostali: 9359 (4,76 %) - Baptiști: 6839 (3,48 %) - Greco catolici: 5872 (2,99 %) | - Adventiști de ziua a Șaptea: 549 (0,27 %) - Evanghelici lutherani sinodo-presbiterieni: 248 (0,12 %) - Atei: 412 (0,20 %) - Unitarieni: 200 (0,10 %) - Creștini după Evangelie: 246 (0,12 %) - Israeliți: 110 (0,05 %) | - Musulmani: 162 (0,08 %) - Evanghelici: 97 (0,04 %) - Evanghelici de confesiune augustană: 30 (0,01 %) - Creștini de rit vechi: 64 (0,03 %) - Altă religie: 813 (0,41 %) - Fără religie/Religie nedeclarată: 16438 (8,37 %) |

### Comunități minoritare

#### Comunitatea germană

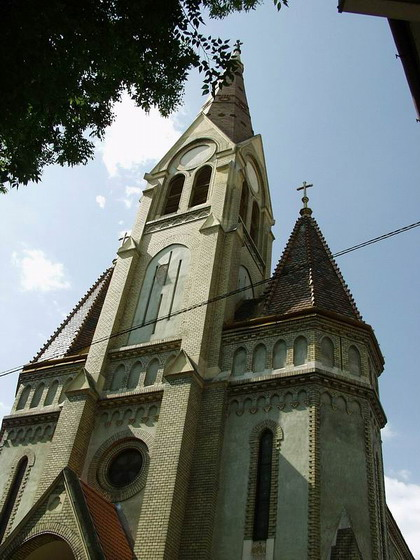
Biserica Evanghelică

Comunitatea germană din Oradea datează din secolul XVIII, fiind compusă în mare parte din șvabi și sași, dar și austrieci. La sfârșitul secolului XIX aici trăiau circa 1400 de germani, însă numărul acestora s-a diminuat după încheierea celui de-al Doilea Război Mondial, când în teritoriile aflate sub influență sovietică etnicii germani au fost deportați în regiunea Uralilor, din Uniunea Sovietică.
La Colegiul Național Mihai Eminescu și Gimnaziul Dacia există secții cu predare în limba germană, iar la nivel politic germanii de aici sunt reprezentați prin filiala locală a Forumului Democrat German. De asemenea, Oradea are si un liceu german „Friedrich Schiller”, unde toate materiile sunt predate in limba germana. Lângă Oradea, în satul Palota, se află Biserica Sfântul Anton de Padova, ridicată de Contele Johann Maria Frimont, generalul austriac de renume european. Contele practic a construit această localitate de șvabi, investindu-și întreaga avere aici. Acesta a fost înmormântat în lăcașul de cult, într-o criptă în formă de cruce.

#### Comunitatea evreiască

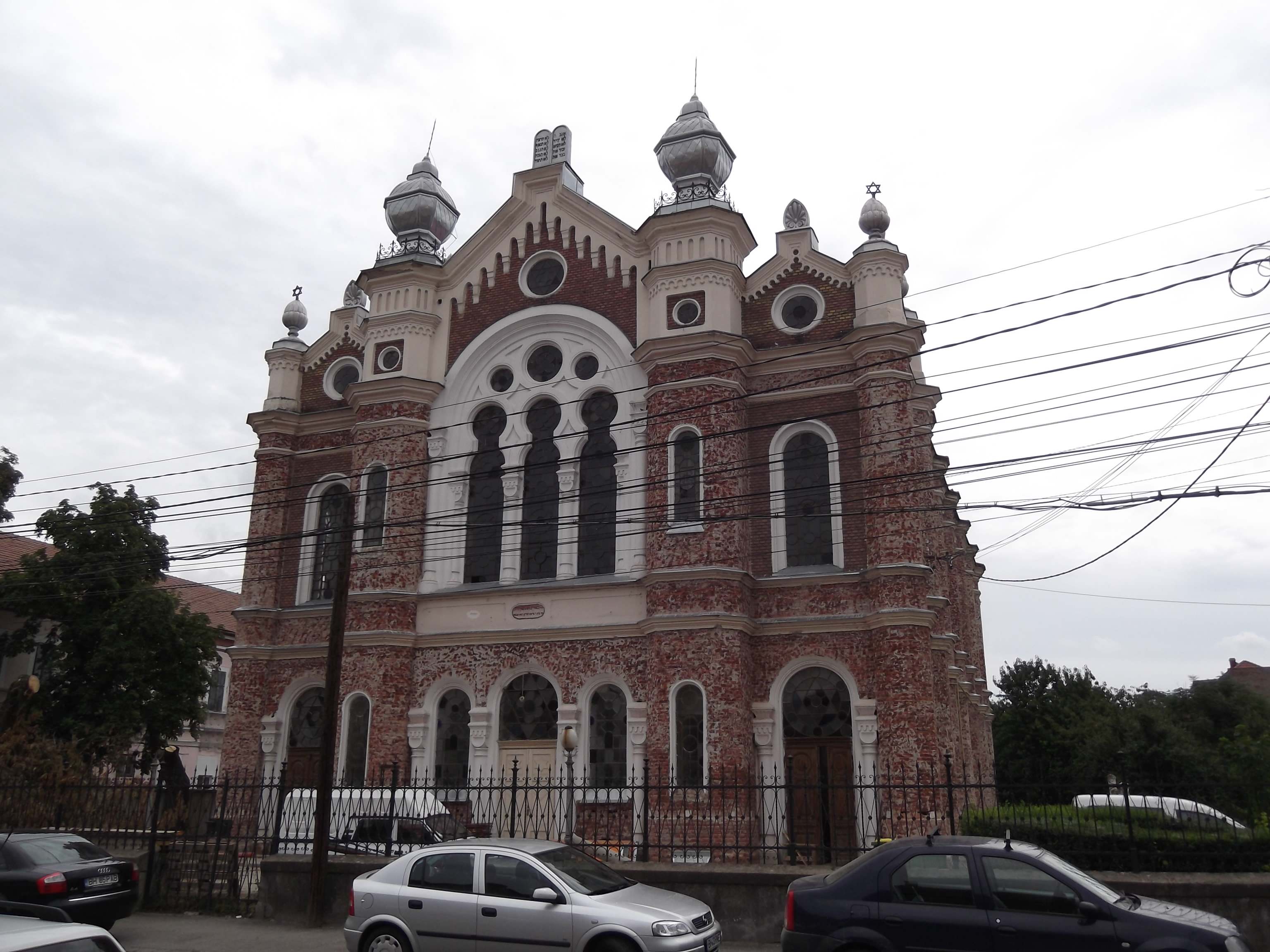
Sinagoga Israelită Ortodoxă

Chevra Kadisha (Societatea Sfântă de servicii funebre) a fost fondată în 1735, prima sinagogă în 1803, iar o școală în 1839. De-abia la începutul secolului al XIX-lea evreilor li s-au permis să-și deschidă afaceri în orice parte a orașului, și chiar și atunci erau obligați să se retragă la lăsarea întunericului în propriul cartier. Din 1835 li s-au permis să trăiască oriunde în oraș. În anul 1870 comunitatea evreiască din Oradea s-a divizat în Congregația Ortodoxă și cea Neologă (o formă de reformă foarte moderată a iudaismului). Deși membrii Congregației Neologe și-au păstrat locul în Chevra Kadisha, începând cu 1899 au început să folosească propriul cimitir.
La începutul secolului al XX-lea evreii au urcat în ierarhia socială; existau industriași evrei, negustori, medici, agricultori; șeful Poliției din 1902 era evreu. Astfel și în Consiliul Local evreii erau reprezentați proporțional. Comunitățile evreiești au ajuns să mai dețină un spital, o Asociație a Femeilor Evreice, două licee, o școală industrială, yeshiva, o cantină socială, etc. Comunitatea evreiască orădeană a fost una din cele mai active atât din punct de vedere comercial cât și cultural din întreg Imperiul Austro-Ungar.
În 1944 la cererea Germaniei hitleriste, care a invadat Ungaria aliată în martie, autoritățile colaboraționiste pro-naziste din Ungaria și din oraș au organizat în Oradea două ghetouri: unul în care au fost înghesuiți 27 000 de evrei orădeni, iar al doilea, sub cerul liber, destinat adunării a 8000 de evrei din alte localități ardelene. 25,000 din toți aceștia au fost deportați între 23 mai - 27 iunie 1944 în lagăre de concentrare și exterminare, unde au fost nimiciți în marea lor majoritate. Dintre evreii din Oradea au supraviețuit și s-au întors circa 2000. În cursul anilor majoritatea supraviețuitorilor au emigrat în Israel. Astăzi mai trăiesc circa 300 de evrei în Oradea.
În centrul orașului, dominând celelalte clădiri din zonă, se găsește sinagoga sau Templul Neolog „Sion”, clădit în 1878. Sinagoga, cu neobișnuita formă cubică, cu o cupolă centrală mare, este una din cele mai mari sinagogi din România. Înăuntrul ei se află o grandioasă orgă și decorații din stuc. În 1891 Comunitatea Ortodoxă a mai construit un complex de clădiri, inclusiv două sinagogi și un centru comunitar.
Există de asemenea un proiect pentru construirea unei școli rabinice la Oradea (din 2021).

#### Comunitatea maghiară

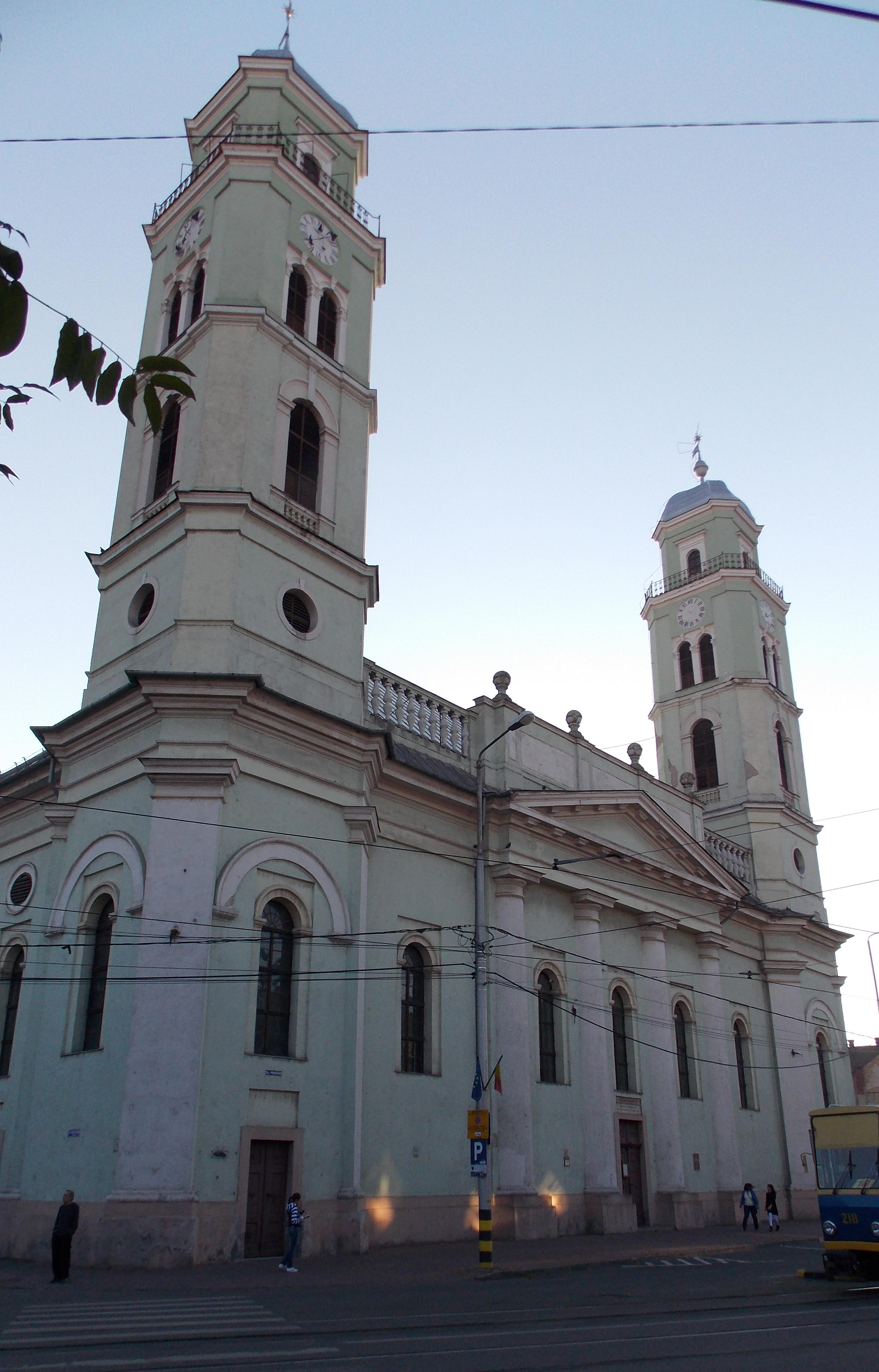
Biserica Reformată

În Oradea trăiesc aproximativ 45.000 de maghiari, fiind astfel a treia comunitate minoritară maghiară urbană ca număr din România, după Târgu Mureș și Cluj-Napoca. Aici funcționează Universitatea Creștină Partium, prima universitate privată din România, cu predare în limba maghiară. De asemenea există 3 licee de prestigiu cu predare în limba maghiară: Liceul Teologic Romano-Catolic „Szent László”, Liceul Teoretic Reformat „Lórántffy Zsuzsanna” și Liceul Teoretic „Ady Endre”.
Una dintre cele mai proeminente personalități a comunității maghiare orădene a fost poetul și gazetarul Ady Endre, care a trăit și a scris operele cel mai semnificative la Oradea. Viața culturală a maghiarilor este una din cele mai active din țară. În acest sens, Teatrul de Stat, Teatrul Arcadia și Filarmonica de Stat au secții maghiare. După religie, maghiarii orădeni sunt în cea mai mare parte romano-catolici sau reformați. Printre cele mai importante edificii religioase sunt Bazilica Romano-Catolică, Biserica „Sfântul Ladislau” și Biserica Reformată „Olosig”.
În ceea ce privește mass-media, există mai multe ziare în limba maghiară, precum Reggeli Újság și Bihari Napló. Totodată, postul de radio Partium emite în limba maghiară, iar postul de televiziune local TVS Oradea are câteva emisiuni dedicate acestei comunități.

## Administrație

### Împărțirea administrativă
Înainte de 1848 Oradea era formată din patru târguri separate: Oradea Nouă (Villa Nova, Várad-Újváros, anterior, medieval, Vicus Zombathely = Szombathely), Olosig (Villa Latinorum Varadiensium, Várad-Olaszi), Velența (Vicus Venetia, Várad-Velence), Subcetate (Civitas Waradiensis, Várad-Váralja). Numele Vicus Venetia, Villa Latinorum, Vicus Bolognia, Vicus Padua și altele se referă la locuitorii francezi, valoni și italieni stabiliți aici în secolul al XIII-lea.

#### Cartiere
Între anii 1991 și 2011 Oradea a fost împărțită în 11 cartiere, dispuse circular în jurul Centrului Civic, vechiul centru al orașului:
| - Cantemir - Episcopia Bihor - Iorga - Ioșia - Ioșia-Nord - Nufărul | - Olosig - Oncea - Orașul Nou - Podgoria (Dealul Viilor) - Rogerius - Salca | - Seleuș - Subcetate - Velența - Tokai |

Harta celor 30 de cartiere actuale

Începând cu ianuarie 2011, datorită dezvoltării și extinderii orașului, Consiliul Local, reprezentanții Instituției Arhitectului Șef din cadrul Primăriei Oradea, împreună cu cei ai Direcției de Cultură, Culte și Patrimoniu Cultural Național Bihor au stabilit delimitarea cartierelor din Municipiul Oradea în număr de 30, precum și denumirea acestora:
| - Orașul Nou - Subcetate - Dorobanților - Universității - Splaiul Crișanei - Olosig - Velența - Dimitrie Cantemir - Salca - Europa | - Calea Aradului - Ioșia - Ioșia-Nord - Decebal-Dacia - Rogerius - Nicolae Iorga - Gheorghe Doja - Dragoș Vodă - Mihai Eminescu - Seleuș | - Nufărul - Nicolae Grigorescu - Calea Sântandrei - Ioșia-Sud - Zona Industrială Vest - Episcopia Bihor - Oncea - Podgoria - Tokai - Zona Industrială Est |

#### Zona Metropolitană Oradea
Zona metropolitană Oradea include municipiul Oradea și 11 comune suburbane: Biharia, Borș, Cetariu, Cheresig, Girișu de Criș, Ineu, Nojorid, Oșorhei, Paleu, Sânmartin, Sântandrei și Toboliu. Suprafața totală este de 72.226 ha. Populația totală a zonei metropolitane era în 2002 de 249.746 locuitori, din care 68,2 % români, 28,7 % maghiari, 2 % țigani, 1,1 % alte etnii.
Asociația urmărește, prin aplicarea strategiei de dezvoltare durabilă, ca teritoriul zonei metropolitane Oradea să devină, în perspectivă, un spațiu urbanistic comun integrat. Zona metropolitană Oradea este membră în rețeaua europeană a regiunilor și zonelor metropolitane METREX.

### Politică

#### Primăria și Consiliul Local

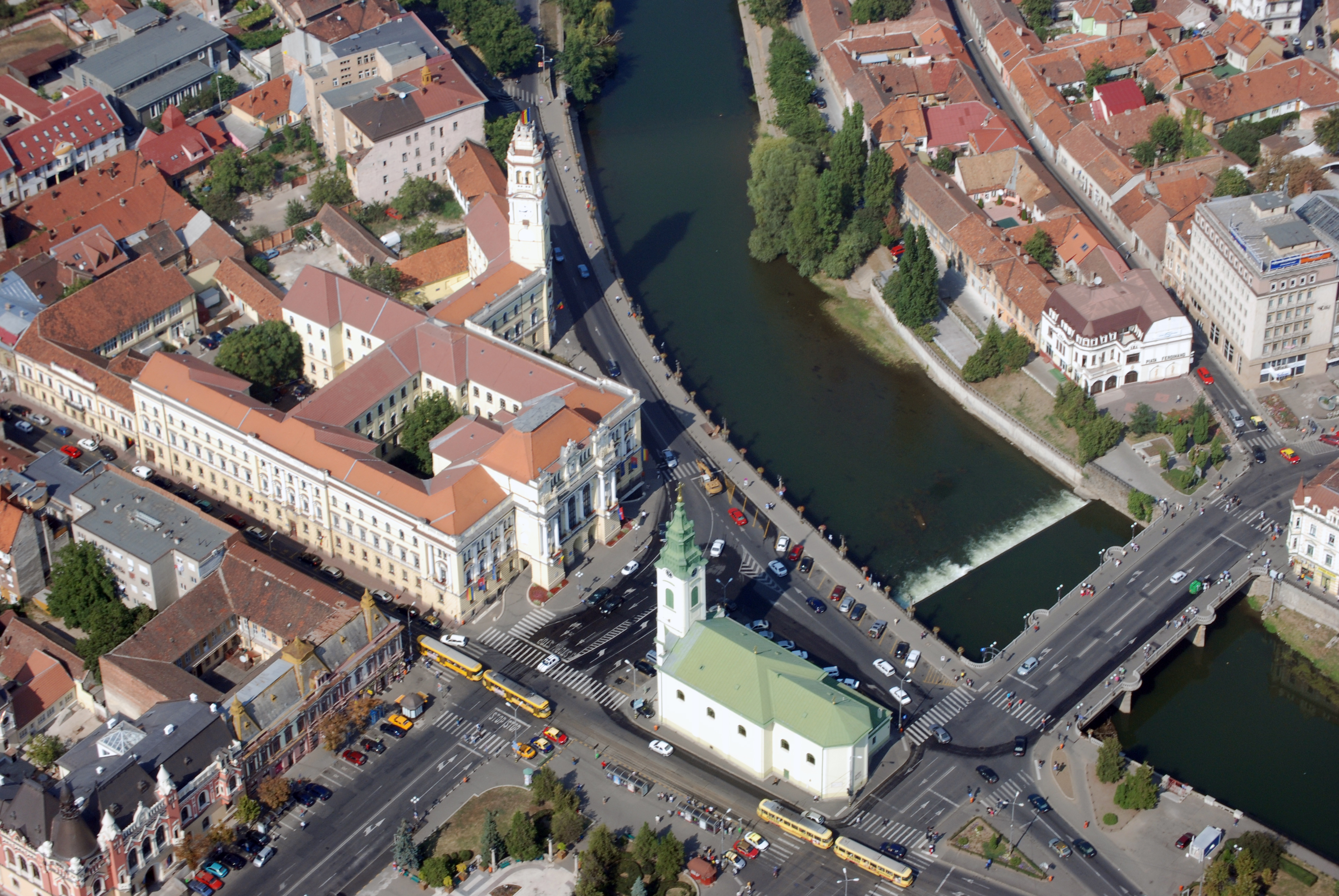
Primăria Municipiului Oradea

Primăria municipiului Oradea, ca autoritate publică locală, a luat ființă în anul 1870. Primăria municipiului este instituția publică cu activitate permanentă, care duce la îndeplinire, efectiv, hotărârile Consiliului Local și soluționează problemele curente ale colectivității locale.
Municipiul Oradea este administrat de un primar și un consiliu local compus din 27 consilieri. Primarul, Florin Birta, de la Partidul Național Liberal, este în funcție din 2020. Începând cu alegerile locale din 2024, consiliul local are următoarea componență pe partide politice:
|  | Partid                                 | Consilieri | Componența Consiliului | Componența Consiliului | Componența Consiliului | Componența Consiliului | Componența Consiliului | Componența Consiliului | Componența Consiliului | Componența Consiliului | Componența Consiliului | Componența Consiliului | Componența Consiliului | Componența Consiliului | Componența Consiliului | Componența Consiliului | Componența Consiliului | Componența Consiliului | Componența Consiliului |
|  | -------------------------------------- | ---------- | ---------------------- | ---------------------- | ---------------------- | ---------------------- | ---------------------- | ---------------------- | ---------------------- | ---------------------- | ---------------------- | ---------------------- | ---------------------- | ---------------------- | ---------------------- | ---------------------- | ---------------------- | ---------------------- | ---------------------- |
|  | Partidul Național Liberal              | 17         |                        |                        |                        |                        |                        |                        |                        |                        |                        |                        |                        |                        |                        |                        |                        |                        |                        |
|  | Uniunea Democrată Maghiară din România | 5          |                        |                        |                        |                        |                        |                        |                        |                        |                        |                        |                        |                        |                        |                        |                        |                        |                        |
|  | Partidul Social Democrat               | 3          |                        |                        |                        |                        |                        |                        |                        |                        |                        |                        |                        |                        |                        |                        |                        |                        |                        |
|  | Alianța pentru Unirea Românilor        | 2          |                        |                        |                        |                        |                        |                        |                        |                        |                        |                        |                        |                        |                        |                        |                        |                        |                        |

## Relații internaționale

### Orașe înfrățite
Orașul Oradea este înfrățit cu următoarele orașe din Europa, cât și din Israel:
- Debrețin, Ungaria, din 1992
- Coslada, Spania, din 2005
- Givatayim, Israel, din 2005
- Mantova, Italia, din 2005
- Ceyrat, Franța, din 2008
- Băcioi, Republica Moldova, din 2020

### Consulate
- Consulatul onorific al Slovaciei

## Economie

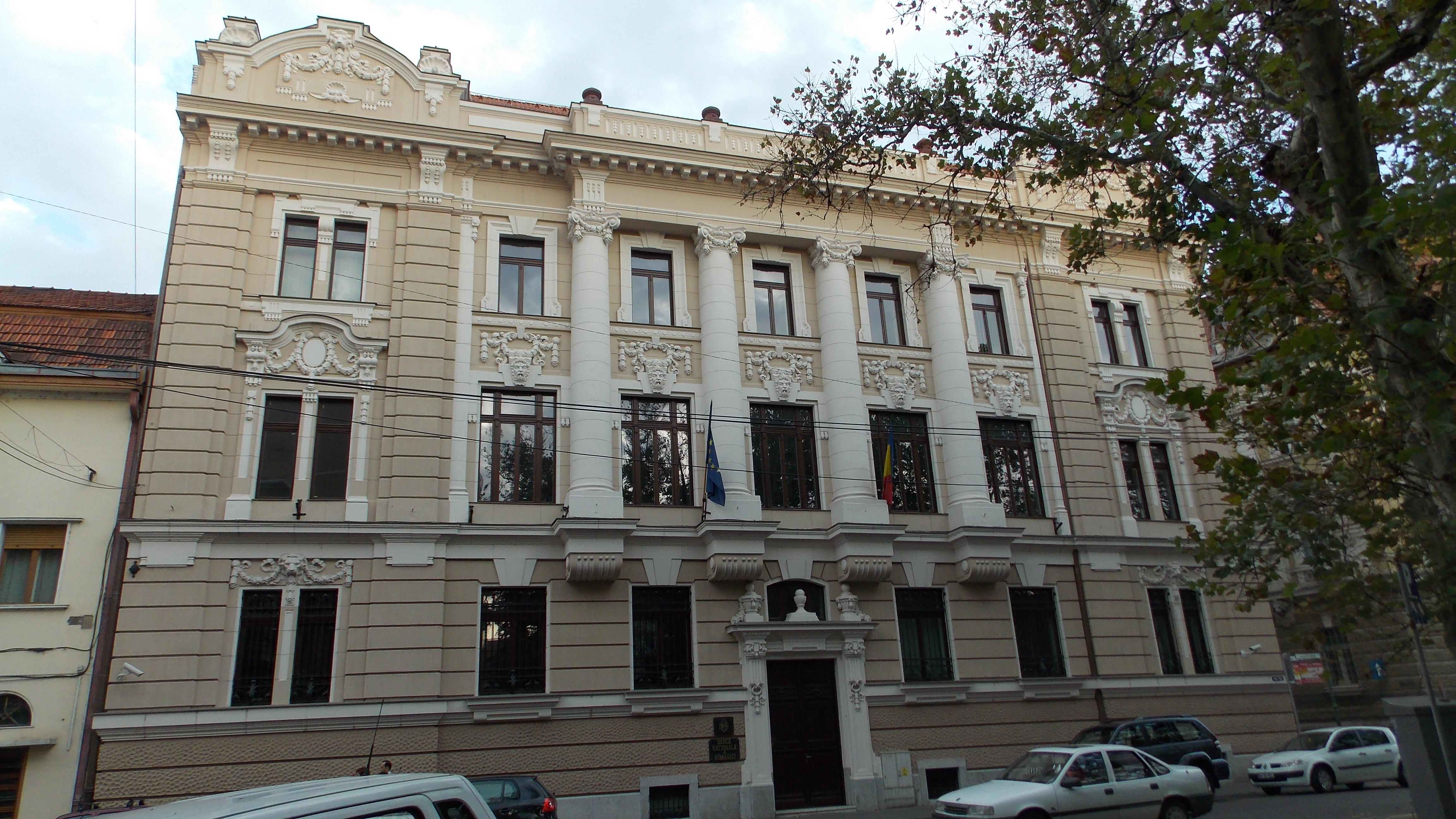
Banca Națională a României, filiala Oradea

Oradea a fost dintotdeauna unul din cele mai prospere orașe ale României și unul dintre cele mai semnificative centre economice, în mare parte datorită proximității față de frontiera cu Ungaria, devenind astfel o poartă înspre Occident. PIB-ul per cap de locuitor este aproximativ 150 % din media din România. După 1989, datorită numărului mare de consumatori, Oradea a cunoscut o revigorare economică, nu atât în sectorul industrial, cât în cel de servicii.
Rata șomajului din Oradea este de 6 %, ceva mai mică decât media pe țară, dar mult mai mare decât media pe județul Bihor, de aproximativ 2 %. Municipiul Oradea are o economie a cărei structură cuprinde majoritatea domeniilor și realizează 63 % din producția industrială a județului: construcții de mașini, prelucrarea lemnului și mobilier, pielărie, blănărie și încălțăminte, confecții, tricotaje și lohn, chimie, industrie alimentară, materiale de construcții, confecții metalice și plastice, piese de schimb, electronică, etc.
Municipiul Oradea dispune de o rețea de instituții și servicii de interes public general: transport, proiectare, construcții, instalații, turism, activitate hotelieră, import-export. Toate activitățile economice sunt sprijinite de asistența indispensabilă a peste 26 de bănci cu filiale în oraș și județ.
Piața imobiliară orădeană a cunoscut în ultimii ani o creștere accelerată, ajungând la cote relativ identice cu piețele imobiliare din București, Brașov și Timișoara. Trendul ascendent s-a accelerat odată cu invitația primită de România de a adera la structurile euro-atlantice.
| Bugetul Orașului Oradea      | 2020          | 2019        | 2018        | 2017        | 2016        | 2015          | 2014        | 2013        | 2012        | 2011        | 2010        | 2009        | 2008        |
| ---------------------------- | ------------- | ----------- | ----------- | ----------- | ----------- | ------------- | ----------- | ----------- | ----------- | ----------- | ----------- | ----------- | ----------- |
| Total Cheltuieli Buget Local | 1.805.387.720 | 671.511.260 | 581.590.740 | 776.019.660 | 619.563.030 | 1.041.850.490 | 631.538.540 | 657.235.922 | 769.543.960 | 544.588.260 | 519.028.010 | 509.532.360 | 516.705.000 |
| Total Venituri Buget Local   | 1.691.554.300 | 594.639.060 | 579.743.780 | 727.635.280 | 606.542.210 | 1.031.899.980 | 616.993.880 | 646.848.072 | 744.554.260 | 503.039.710 | 519.028.010 | 509.532.360 | 516.705.000 |

## Transport

### Transporturi externe
Oradea dispune de Aeroportul Internațional Oradea, ce deservește companii aeriene interne și externe, fiind principala poartă de intrare în țară din zona nord-vestică. În prezent de pe Aeroportul Internațional Oradea compania Tarom efectuează zboruri interne zilnice către Aeroportul Internațional Henri Coandă București.

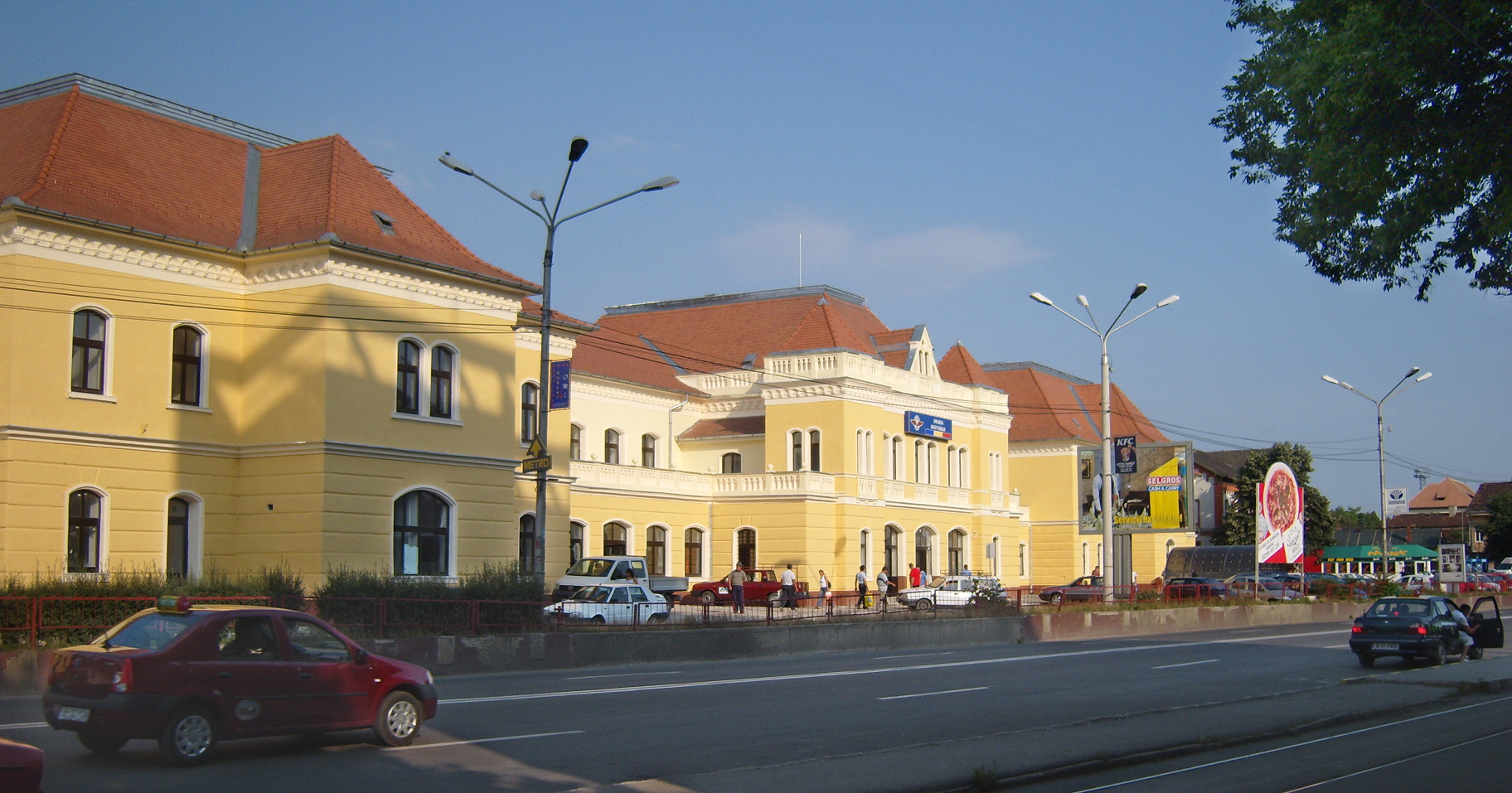
Gara Centrală din Oradea

Traficul aerian de pasageri derulat pe aeroportul orădean a depășit 36.000 de pasageri în anul 2005. Traficul aeroportului este în continuă creștere înregistrându-se o rată constantă de 11 % total pasageri. Ponderea pasagerilor externi a crescut constant în ultimii doi ani cu o rată de 17 % în pofida scăderii traficului intern.
Aeroportul Internațional Oradea a înregistrat în anul 2017 un trafic aerian de 162.902 pasageri față de 41.867 pasageri înregistrați în anul 2016 (creștere de 289,09 %) iar numărul mișcărilor de aeronave în anul 2017 a fost de 2.857 față de 1.823 în anul 2016 (creștere de 56,72 %).
Recordul de trafic pentru o zi în anul 2017 a fost înregistrat în data de 30.12.2017 când aeroportul a fost tranzitat de 1.320 pasageri.
 In domeniul transportului feroviar, Oradea aparține de Regionala CFR Cluj, care administrează județele Bihor, Bistrița-Năsăud, Cluj, Maramureș, Satu Mare și Sălaj, fiind unul din cele mai importante noduri feroviare din nord-vestul țării, tranzitat de Magistrala Principală 300 București-Oradea. Pe lângă această magistrală, din Oradea mai pornesc liniile 310 spre Arad și Timișoara, 314 spre Băile Felix și 402 spre Satu Mare și 312 spre Gyoma cu punctul de frontieră în Cheresig.
Încă de la sfârșitul veacului al XIX-lea, Oradea a avut alte două gări în afară de cea centrală, anume Gara Velența, care a servit tot mai mult ca triaj pentru traficul de marfă, și Gara Ioșia.
Astăzi municipiul dispune de 4 gări:
- Oradea - Gara Centrală (trafic intern și internațional de călători)
- Oradea Est - Velența (stație de triaj și transport călători-navetiști)
- Oradea Vest - Ioșia (stație de triaj și transport călători-navetiști)
- Episcopia Bihor - (punct de trecere a frontierei și transport călători-navetiști)

In anul 2023,linia Cluj- Napoca - Oradea,parte a magistralei 300, a fost închisă,ca urmare a reablilitării acesteia.Din această cauză,în Oradea nu mai circulă trenuri InterRegio și InterCity spre Ungaria,și spre Cluj - Napoca.
Din cauza închiderii liniei de cale ferată Oradea - Cluj - Napoca,nicio garnitură de tren nu mai circulă între aceste două localități.De asemenea,nici un tren IR,IC spre Ungaria nu mai circulă pe la Oradea,ci pe la Valea lui Mihai - Nyirabrany
Pe teritoriul României ambele trenuri circulă în regim și la tarif de tren rapid. De asemenea, se află în circulație și o pereche de trenuri personale spre Debrețin.

Datorită situării orașului lângă granița de vest a României, și având legături rutiere cu Ungaria prin vama Borș, Oradea dispune de mai multe proiecte de infrastructură. În viitor este preconizat ca tronsonul Cluj-Napoca – Oradea al autostrăzii Transilvania să fie terminat. Astfel cu continuarea acesteia în Ungaria, respectiv autostrada M35, va exista o legătură rutieră directă cu Europa de Vest. De asemenea, există planuri ca autostrada M4 să fie prelungită de la Budapesta până la Oradea. Sunt în faza de proiect două drumuri expres care să facă legătura cu Satu Mare și Arad (autostrada A1). Centura de ocolire a municipiului este și ea reabilitată și lățită la 4 benzi.
Drumurile naționale si europene care trec prin Oradea sunt: DN1, DN76, DN79, E60, E79, și E671.

### Transporturi interne
Tramvaiele orădene sunt una dintre cele mai longevive lucrări comunitare din România. Această utilitate publică a fost dată în folosință pentru orădeni la 25 aprilie 1906, fiind, în continuare, un serviciu public de care beneficiază locuitorii din Oradea. La 25 aprilie 2006, Regia Autonomă de Transport Oradea O.T.L. a celebrat centenarul tramvaiului orădean prin lansarea ediției a doua a cărții „De la o stație la alta”, scrisă de Liviu Borcea, Mihai Apan și Gabriel Moisa. În 2010, Oradea era singurul oraș din România în care circulau tramvaie Siemens ULF.

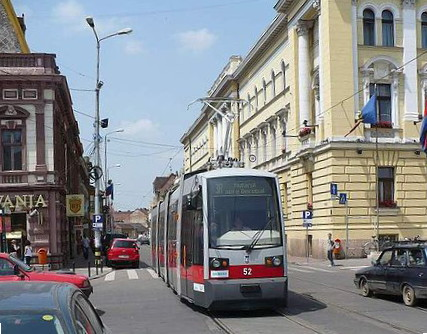
Tramvai Siemens ULF în Centrul Istoric al Oradei

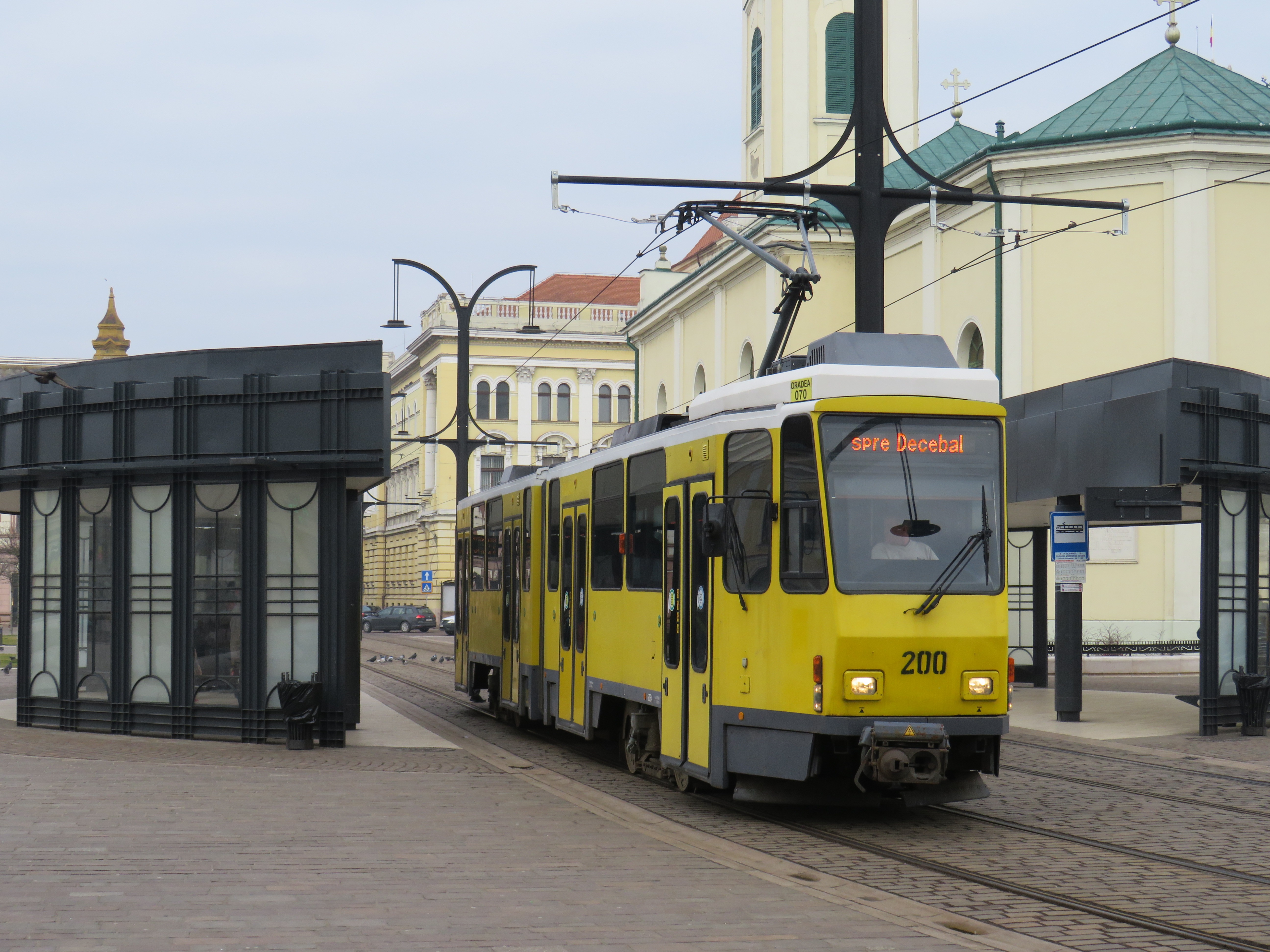
Tramvai Tatra KT4D din Berlin pe Piața Unirii

Rețeaua de transport public este condusă de Oradea Transport Local S.A.(OTL). OTL operează cu 5 linii de tramvai (1N, 1R, 2, 3N, 3R) și 17 linii de autobuz (10, 11, 12, 13, 14, 15, 16, 17, 18, 19, 20, 21, 22, 23, 24, 25, 26, ROHU), plus o linie de tramvai ce deservește Zona Industrială de Vest (Linia Pod CFR - Sinteza, care operează ca o prelungire a liniilor 1R,1N). Flota regiei este în prezent formată din: ,8 tramvaie Tatra T4D,5 tramvaie Tatra B4D,10 tramvaie Siemens ULF A1, 30 tramvaie Tatra KT4DM,si 20 de tramvaie Astra Imperio,10 autobuze cu podea joasă Solaris Urbino, 12 autobuze cu podea joasă (parțial) Volvo Alfa Localo, 20 autobuze Mercedes Conecto O345, 1 autobuz Rocar de Simon U207,14 autobuze Volvo Vest, 14 autobuze MAN Lions City,10 autobuze Solaris,6 autobuze Mercedes 628B01 , 21 autobuze Mercedes Citaro, 5 autobuze Karsan Jest , 2 microbuze Rocar. In 2024 au fost modificate liniile de tramvai,înființîndu-se 8 linii noi de tramvai,de la 1-8..

#### Tramvaie
Traseele tramvaielor din Oradea, cu punctele de reper cele mai importante:
Linia 1 - Emanuil Gojdu - Gara Centrală - Pod CFR (tur )
Pod CFR - Biserica Emanuel - Piața Unirii - Emanuil Gojdu (retur)
Linia 2 -  Dimitrie Cantemir - Emanuil Gojdu - Piața Unirii - Lic.Teologic Emanuel - Ioșia (tur)
Ioșia - Universitate - Salca - Dimitrie Cantemir (retur)
Linia 3 - Emanuil Gojdu - Piața Unirii - Biserica Emanuel - Piața Decebal - Piața Rogerius - Pod CFR (tur)
Pod CFR - Parc Olosig - Gara Centrală - Emanuil Gojdu (retur)
Linia 4 - Pod CFR - Parc Olosig - Gara Centrală - Piața Cetății - Nufărul (tur și retur)
Linia 5 - Pod CFR - Parc Olosig - Biserica Emanuel - Calea Aradului - Universitate - Nufărul (tur și retur)
Linia 6 - Lic.Teologic Emanuel - Piața Unirii - Piața 1 Decembrie - Nufărul (tur)
Nufărul - Universitate - Lic.Teologic Emanuel (retur)
Linia 7 - Lic.Teologic Emanuel - Universitate - Nufărul (tur)
Nufărul - Piața 1 Decembrie - Piața Unirii - Lic.Teologic Emanuel (retur)
Linia 8 - Pod CFR - Sinteza (Tur și retur)

Autobuze
Traseele autobuzelor din Oradea, cu punctele de reper cele mai importante:
- Linia 10: Str. Seleușului (Complex Velența) - Piața Devei - Henrik Ibsen >> Henrik Ibsen - Piața Devei - Str. Seleușului (Complex Velența)
- Linia 11: Gara Centrală - Gara Episcopia >> Gara Episcopia - Gara Centrală
- Linia 12: Nufărul - Piața Unirii >> Piața Unirii - Nufărul
- Linia 13: Aleea Gojdu - Parc 1 decembrie - Spit. Județean - Gh. Doja >> Gh. Doja - Spit. Județean - Parc 1 decembrie - Aleea Gojdu
- Linia 14: Universitate C.L. - Piața Unirii - Podului >> Podului - Piața Unirii - Universitate C.L.
- Linia 15: Parc 1 decembrie - Podgoria >> Podgoria - Parc 1 decembrie
- Linia 16: Piața 1 decembrie - Romeur - Metro >> Metro - Romeur - Piața 1 decembrie
- Linia 17: Pod C.F.R. - B-dul Dacia - Maternitate - Complex Seleusului >> Complex Seleusului - C.Civic - B-dul Dacia - Pod C.F.R.
- Linia 18: Gara Centrală - Bihorului Pod >> Bihorului Pod - Gara Centrală
- Linia 19: Carrefour Era - Dacia Pasaj >> Dacia Pasaj - Carrefour Era
- Linia 20: Nufărul - Auchan >> Auchan - Nufărul
- Linia 21N: Auchan - Cazaban - St.cel Mare - B-dul Dacia - Transilvaniei - B-dul Decebal - Calea Aradului - Auchan
- Linia 21R: Auchan - Calea Aradului - B-dul Decebal - B-dul Dacia - St. cel Mare - Cazaban - Auchan
- Linia 22: Gara Centrală - Real II >> Real II - Gara Centrală
- Linia 23: Carrefour Era - Piața Cetății >> Piața Cetății - Carrefour Era
- Linia 24: Pod C.F.R. - Macon >> Macon - Pod C.F.R.
- Linia 25: Piata Cetatii - Cartier Grigorescu >> Cartier Grigorescu - Piata Cetatii
- Linia 26: B-dul Dacia - Calea Borsului - str.Ion Mihalache
- Linia 27: B-dul Dacia - Calea Borsului - str. Ghe.Mardarescu - str.Petre Carp
- Linia 28: Emanuil Gojdu - Aeroportul Oradea - Emanuil Gojdu
- Linia 30: Ogorului (Leroy Merlin) - Dacia Zig-Zag
- Linia 31: Bumbacului - EurobusinessPark 11
- Linia 32: Maresal Averescu - EurobusinessPark 11
- Linia 511: Oradea - Baile Felix - Oradea
- Linia 512: Oradea - Baile 1 Mai - Oradea
- Linia 513: Oradea - Baile Felix - Cordau - Oradea
- Linia 514: Oradea - Baile 1 Mai - Betfia - Oradea
- Linia 531: Oradea - Cihei - Oradea
- Linia 612: Oradea - Bors - Santaul Mare - Bors - Oradea
- Linia ROHU: Oradea - Biharkeresztes - Oradea

## Cultură și educație
Oradea este un important centru istoric-cultural, primul centru al umanismului din Transilvania. Zidurile vechii cetăți sunt dovada istoriei îndelungate, viața culturală a orașului în prezent fiind reprezentată de spectacole, concerte, expoziții și târguri. Oradea găzduiește, de asemenea, și cea mai dinamică universitate din țară. Baza materială în domeniul educației, atât în sectorul public, cât și în cel privat, este asigurată de 45 de școli elementare, gimnazii, licee și 5 universități.
Alături de clădiri reprezentative, orașul trăiește și prin evenimentele de cultură și de divertisment pe care spațiile dintre acestea le adăpostesc de-a lungul anului, începând din primăvară, când în luna mai se desfășoară „Festum Varadinum”, continuând în toiul verii cu Târgul Meșterilor Populari și Serbările Cetății, în luna iulie, și încheind cu toamna, când au loc „Festivalul Toamna Orădeană” și „Săptămâna Teatrului Scurt”, în lunile septembrie-octombrie.

### Instituții teatrale și de muzică

#### TeatrulRegina Maria

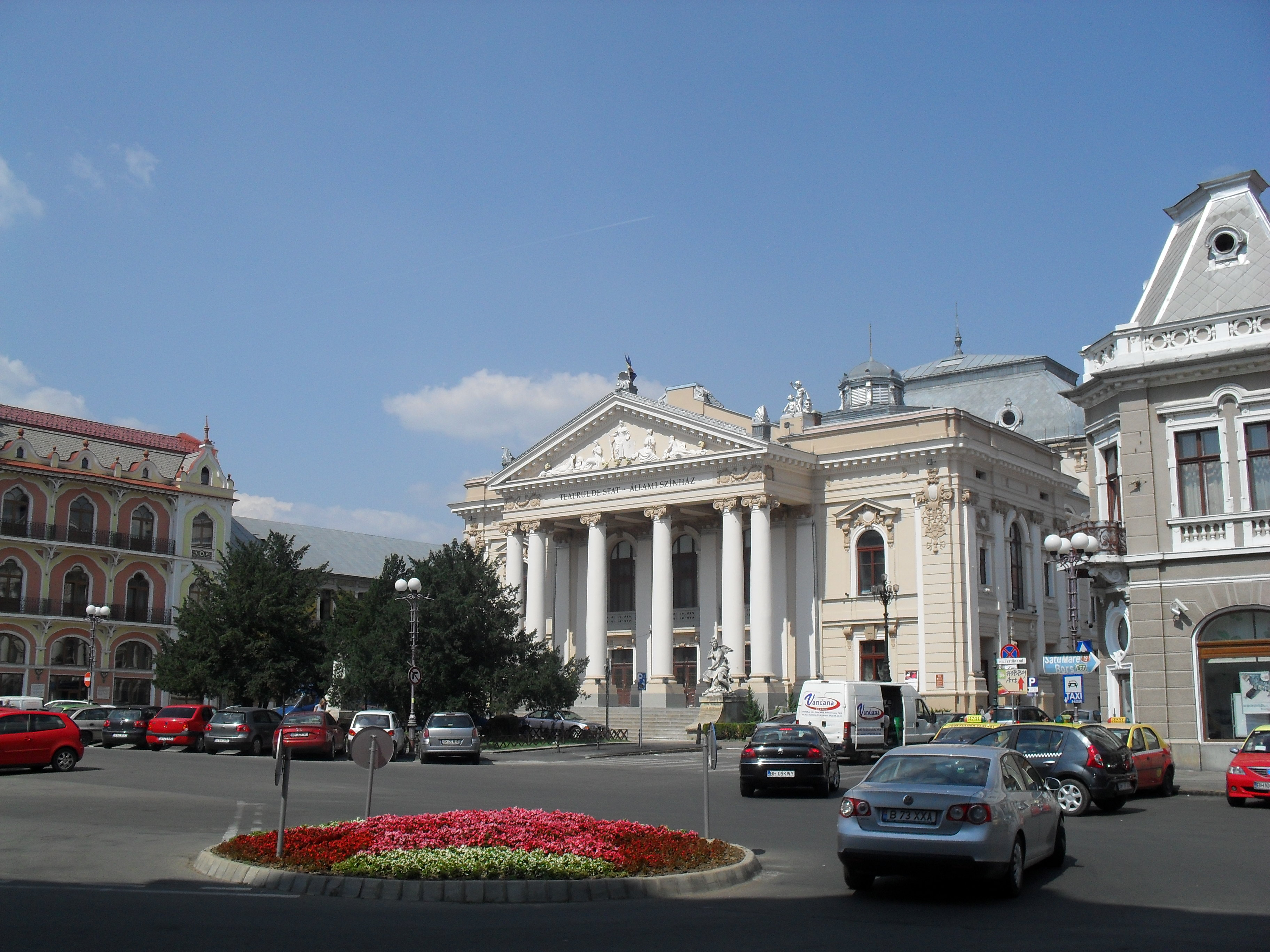
Clădirea teatrului din Oradea, sediul Teatrului Regina Maria și al Teatrului Szigligeti Ede

Printre cele mai importante instituții de cultură din Oradea este Teatrul de Stat. Clădirea Teatrului de Stat este una dintre cele mai însemnate edificii de patrimoniu din Oradea. Proiectul a fost întocmit de renumita firmă de arhitecți Fellner și Helmer din Viena, iar realizarea lui, care a durat doar 15 luni, din 10 iulie 1899 până în 15 octombrie 1900, s-a derulat sub asistența arhitecților orădeni Rimanóczy Kálmán, Guttmann József și Rendes Vilmos.
În 9 și 10 octombrie 1927 se inaugurează prima stagiune românească la teatrul denumit atunci Regina Maria, cu reprezentațiile Teatrului Național din Cluj, al cărui director era poetul și dramaturgul Victor Eftimiu.
În 29 ianuarie 1928 se constituie Asociația „Vestul Românesc” cu scopul predilect de a întemeia un teatru stabil și un cotidian românesc. Sub direcția Comitetului Central al Asociației, în 18 septembrie 1928, ia ființă Teatrul Asociației Vestul Românesc, primul teatru românesc stabil din Oradea.

#### Teatrul pentru Copii și TineretArcadia

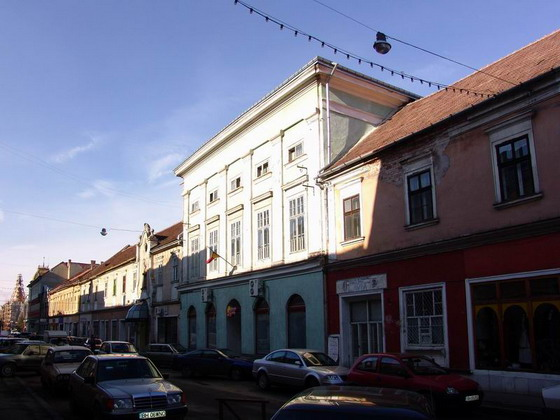
Teatrul pentru Copii și Tineret Arcadia

Teatrul de Stat pentru Copii și Tineret Arcadia, (fostul Teatrul de Păpuși) a luat ființă în anul 1950 la inițiativa unui grup format din entuziaști iubitori ai genului.
În decursul anilor, Teatrul Arcadia s-a afirmat datorită producțiilor sale ca fiind una dintre cele mai de seamă instituții de profil din România, aici desfășurându-și activitatea mari creatori și artiști de talie internațională: regizorul artistic Kovacs Ildiko, Paul Fux (care a revoluționat scenografia spectacolelor destinate celor mai mici), Francisca Simionescu (creatoarea unor spectacole de respirație europeană), actorii Isabela Bombora, Mioara și Petru Diaconu, Ioan Moldovan, Magda Thalmainer, Seres Ludovic, etc.
Clădirea în care funcționează teatrul datează din anul 1760 când aici era inaugurat cu mare pompă hanul „Arborele verde” în proprietatea Capitlului Romano-catolic. În secolul XVIII hanul nu a avut decât două camere, o cafenea și o cârciumă. În această clădire au locuit funcționarii Capitlului, dar a funcționat și o temniță. În timpul marelui incendiu din 1836 s-a distrus și acest han, după care a fost reconstruit păstrând zidurile existente.
În anul 1877 era o clădire cu două etaje acoperită cu țiglă având 87 camere de oaspeți, cafenea, berărie, cârciumă, o sală mare și una mai mică. După 20 de ani hanul a fost modernizat și transformat într-un hotel de categoria I-a cu 40 de camere, o sală de bal luxoasă, restaurant, cafenea. Nu se știe cu exactitate când a trecut din proprietatea Capitlului în proprietatea municipiului, însă în 1908 Adorjan Emil și Kurländer Ede, arhitecții care au construit complexul Vulturul Negru au cumpărat clădirea hotelului Arborele Verde, tot în acel an transformând-o în forma actuală.
Hotelul a fost desființat, camerele de la etaj au fost transformate în locuințe și birouri, iar restaurantul în magazie, proiectantul și executantul fiind Sztarill Ferencz. Pentru a asigura o ieșire a pasajului Vulturul Negru și spre strada Vasile Alecsandri s-a demolat casa scării exterioare a fostului hotel și s-a construit o nouă scară în interiorul clădirii, actuala intrare la Teatrul Arcadia. Fosta sală mare a fost transformată în localul Cabaretului „Bonbonniere”, astăzi sala de spectacole a instituției. La parter s-au amenajat o serie de magazine și cinematograful „Urania”, primul cinematograf din Oradea, deschis de către și în proprietatea lui Székely Jenő. Având în vedere vechimea, istoria arhitectura sa, care intersectează trei stiluri: baroc târziu, eclectic și secession, este o clădire de patrimoniu, protejată de UNESCO.

#### Filarmonica de Stat

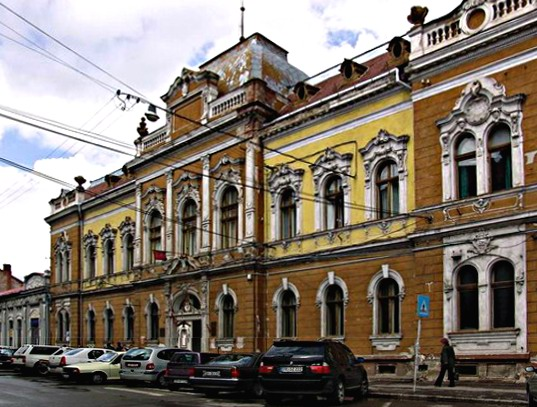
Filarmonica de Stat

Viață muzicală orădeană a devenit intensă începând cu a doua jumătate a secolului al XVIII-lea, când un tânăr muzician, Johann Michael Haydn (1737-1806), fratele mai mic al lui Joseph Haydn, a fost numit organist și dirijor în curtea episcopului Adam Patachich între anii 1760-1762. Haydn a fost urmat între 1764-1769 de Carl Ditters von Dittersdorf (1739-1799). Cei doi muzicieni sunt considerați ca fondatori ai vieții muzicale orădene. Trebuie însă remarcat încă un important muzician de rang european, Wenzel Pichl (1741-1805), care, de asemenea, a activat și a compus în acest oraș, fiind pentru o perioadă concertmaistrul orchestrei episcopale. În timpul lui Dittersdorf orchestra era formată din 34 de instrumentiști, veniți din Viena și Praga, orchestra de la Oradea fiind în perioada respectivă una dintre cele mai însemnate din Europa.
La 5 ianuarie 1888 are loc primul „concert filarmonic” din Oradea, sub conducerea dirijorului Schnitzl J., orchestra interpreta Uvertura la opera Tancred de Rossini, Serenada nr. 3 de Wolkmann, Variațiuni pentru corn de Ekhard și Simfonia nr. 40 în sol minor de Mozart. În 1890 se constituie Asociația Prietenilor Muzicii din Oradea Mare, printre scopurile ei fiind înscrise educația în domeniul muzicii culte, organizarea de concerte și spectacole și înființarea unei școli de muzică. Sub patronajul acestei instituții se inaugurează pe lângă teatru, o secție de operă.
În 1949 Societatea Filarmonică devine instituție de stat, desfășurând o bogată activitate muzicală in țară și peste hotare.

### Muzee și case memoriale

#### Muzeul Țării Crișurilor

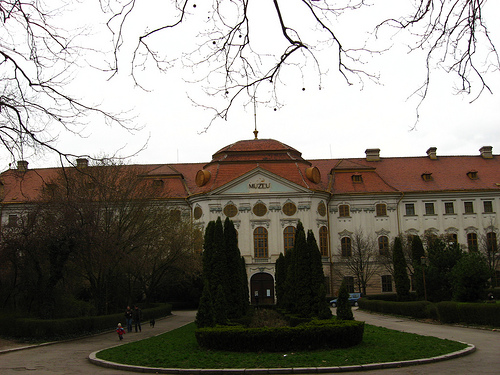
Palatul Baroc

Anul 1872 a însemnat începutul activității Societății de Arheologie și Istorie a Comitatului Bihor, care și-a propus inclusiv crearea unui muzeu al Bihorului. Sprijinirea acestui demers de către autoritățile orădene și nu numai a avut drept consecință inaugurarea, în iunie 1896, a primului muzeu în Oradea, adăpostit într-o clădire eclectică, special construită în acest scop, finalizată în 1895 de către arhitectul Rimanóczy Kálman senior. În cele nouă încăperi destinate expoziției de bază, s-au etalat obiecte de arheologie, istorie și etnografie. Totodată, acest cadru instituționalizat a făcut posibilă dezvoltarea colecțiilor, precum și impunerea unor măsuri de conservare și depozitare a obiectelor de arheologie, de artă și de etnografie. La 1918 muzeul a ajuns să aibă un patrimoniu de 17.640 de piese muzeale, din care 1377 aparțineau Colecției episcopului romano-catolic Ipolyi Arnold.
Statul român a acordat o atenție specială așezămintelor de acest tip după înfăptuirea României Mari. Pe lângă o susținere financiară firească s-a trecut, inclusiv pentru Oradea, la o revizuire a inventarelor rămase după război, știut fiind că între 1916 și 1918 colecția episcopului romano-catolic Ipolyi și alte obiecte de patrimoniu au fost transportate la muzeele din Budapesta și Strigoniu. În funcție de noua realitate a fost gândită dezvoltarea colecțiilor, respectiv îmbogățirea lor mai cu seamă cu piese reprezentative pentru arta populară românească, și reorganizarea muzeului, care s-a redeschis publicului din anul 1921. Cu acest prilej s-a tipărit și primul ghid, în română și maghiară, al muzeului orădean.
După restaurarea Palatului Baroc, construit între 1762-1776 de arhitectul Franz Anton Hillebrandt pentru a fi reședință a Episcopiei Romano-Catolice de Oradea, s-a inaugurat la Oradea Muzeul Țării Crișurilor, în ziua de 17 ianuarie 1971.
Astăzi muzeul, după 110 ani de existență continuă, se află în curs de mutare în Palatul fostei Garnizoane de la Oradea, în urma retrocedării Palatului Baroc Episcopiei Romano-Catolice.

#### Muzeul Militar Național

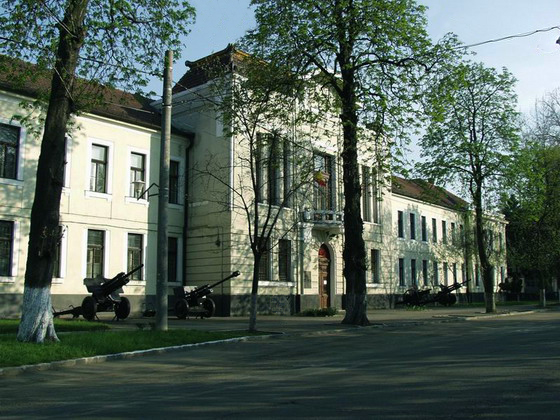
Muzeul Militar Național, Filiala Oradea

Muzeul Militar Național joacă un rol important în cunoașterea tradițiilor istorice ale Oștirii române. Înființat în 1923 printr-un decret semnat de Regele Ferdinand I al României, această instituție s-a bucurat de-a lungul timpului atât de atenția binevoitoare a Casei Regale, care a făcut numeroase donații, cât și de sprijinul unor personalități importante ca Radu Rosetti, Vasile Pârvan, Alexandru Tzigara-Samurcaș, Nicolae Iorga, etc.
Muzeul Militar Național din Oradea se află într-o clădire în stilul secesiunii vieneze de pe strada Armatei Române. Edificiul a fost construit în 1895 pentru armata ungară.
Festivitatea de deschidere a punctului muzeistic militar Oradea a avut loc la 26 decembrie 1971, deși aceasta trebuia să aibă loc cu doua luni înainte, la 25 octombrie.
Patrimoniul muzeului este alcătuit din documentele și obiecte donate de veterani ai Diviziei 11 Infanterie (fosta Divizie 11 Mecanizată din Oradea) și de familiile acestora, precum și din exponate aduse de la Muzeul Militar Național „Regele Ferdinand I” din București.

#### Muzeul MemorialIosif Vulcan

Muzeul „Iosif Vulcan”

Iosif Vulcan a fost un publicist și scriitor român, animator cultural, membru al Academiei Române, fondatorul revistei culturale „Familia”. El este considerat a fi „nașul literar” al poetului național Mihai Eminescu. Tatăl său, Nicolae Vulcan, a fost nepotul de unchi al reputatului episcop-cărturar Samuil Vulcan, întemeietorul școlii românești de la Beiuș, care azi îi poartă numele.
Muzeul Memorial dedicat cărturarului bihorean este înființat în anul 1965, cu prilejul organizării festivităților de aniversare a unui secol de la apariția revistei „Familia” în Oradea. Muzeul este situat în centrul orașului, pe strada „Iosif Vulcan”, foarte aproape de parcul în care se află și statuia acestuia. Clădirea care adăpostește muzeul este o casă familială, nu foarte mare, cu trei camere mari la fațadă, situată la capătul actualei străzi losif Vulcan nr.16, la intersecția cu strada Libertății, cu vedere atât în lungul străzii, către Piața Teatrului, cât și spre malul Crișului. A fost construită pe la sfârșitul secolului al XIX-lea și a fost sediul revistei culturale. Arhitectonic nu prezintă elemente deosebite, fiind una cum au fost multe ale protipendadei orădene din perioada ce a premers Primului Război Mondial.

#### Muzeul MemorialAdy Endre

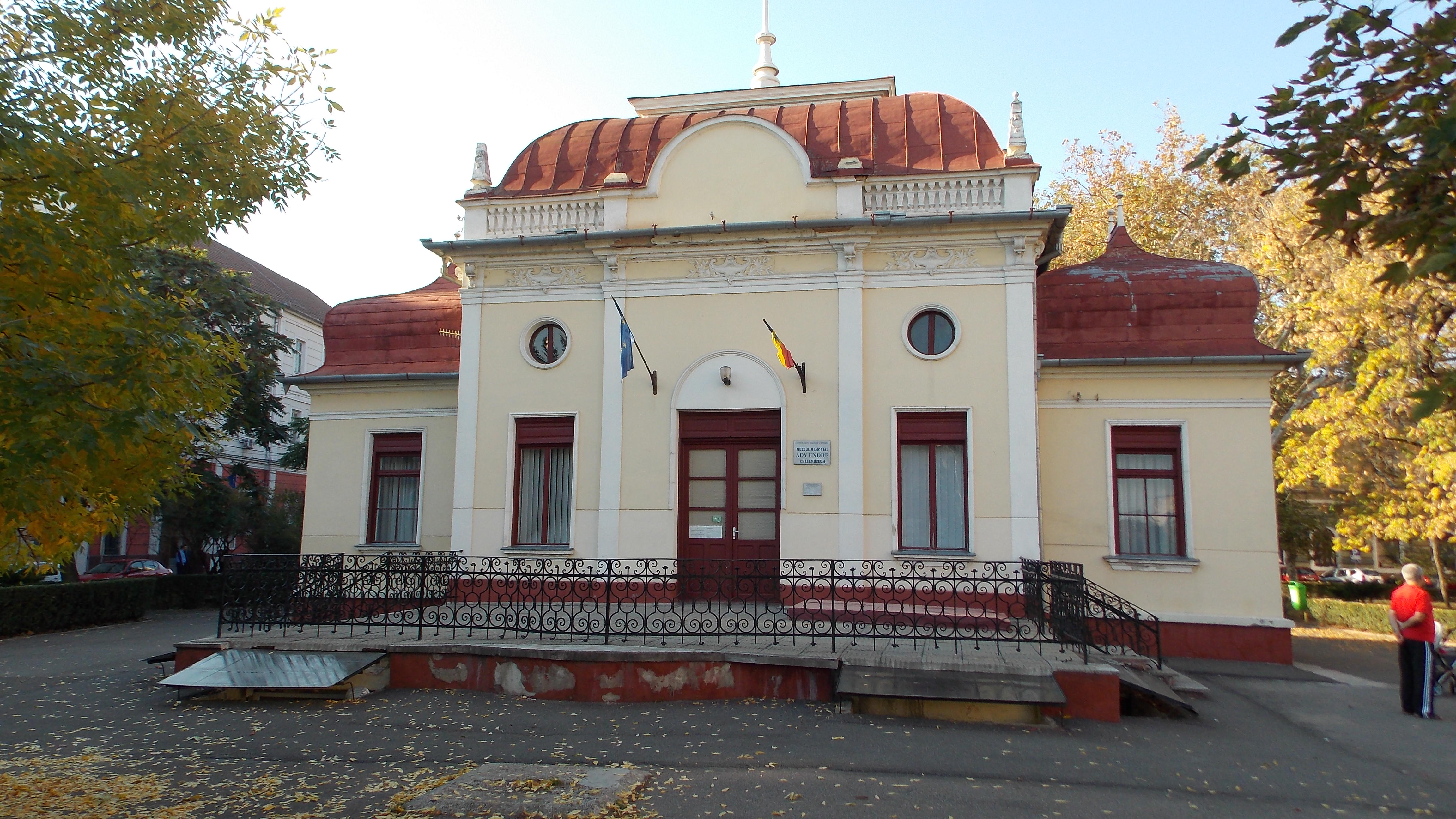
Ady Endre Museum - Oradea

Clădirea muzeului – fosta Café Müller - situată în Parcul Traian, a fost menită sa fie un loc de destindere între trei instituții sobre: Prefectura, Tribunalul și Penitenciarul. Cafeneaua cu terasă a fost construită în anul 1868 de către Müller Samuel. Clădirea în sine nu prezintă o valoare arhitectonică deosebită, ea este importantă însă prin rolul pe care l-a jucat in viața social-culturală a orașului.
În această cafenea, vara pe terasă și iarna în sala cochetă, își petrecea timpul gazetarul și poetul Ady Endre, compunându-și poeziile și scriindu-și reportajele. Poetul s-a stabilit în Oradea în anul 1900, fiind, inițial, colaborator al ziarului Szabadság, apoi la Nagyváradi Napló.
Muzeul memorial a fost înființat în anul 1957. În fața muzeului se află statuia lui Ady Endre. Pe acest postament înainte se afla statuia de bronz „Ridicarea în ceruri a Mariei” care, la ora actuală se află în grădina bisericii romano-catolice din Olosig.

#### Casa MemorialăDr. Aurel Lazăr

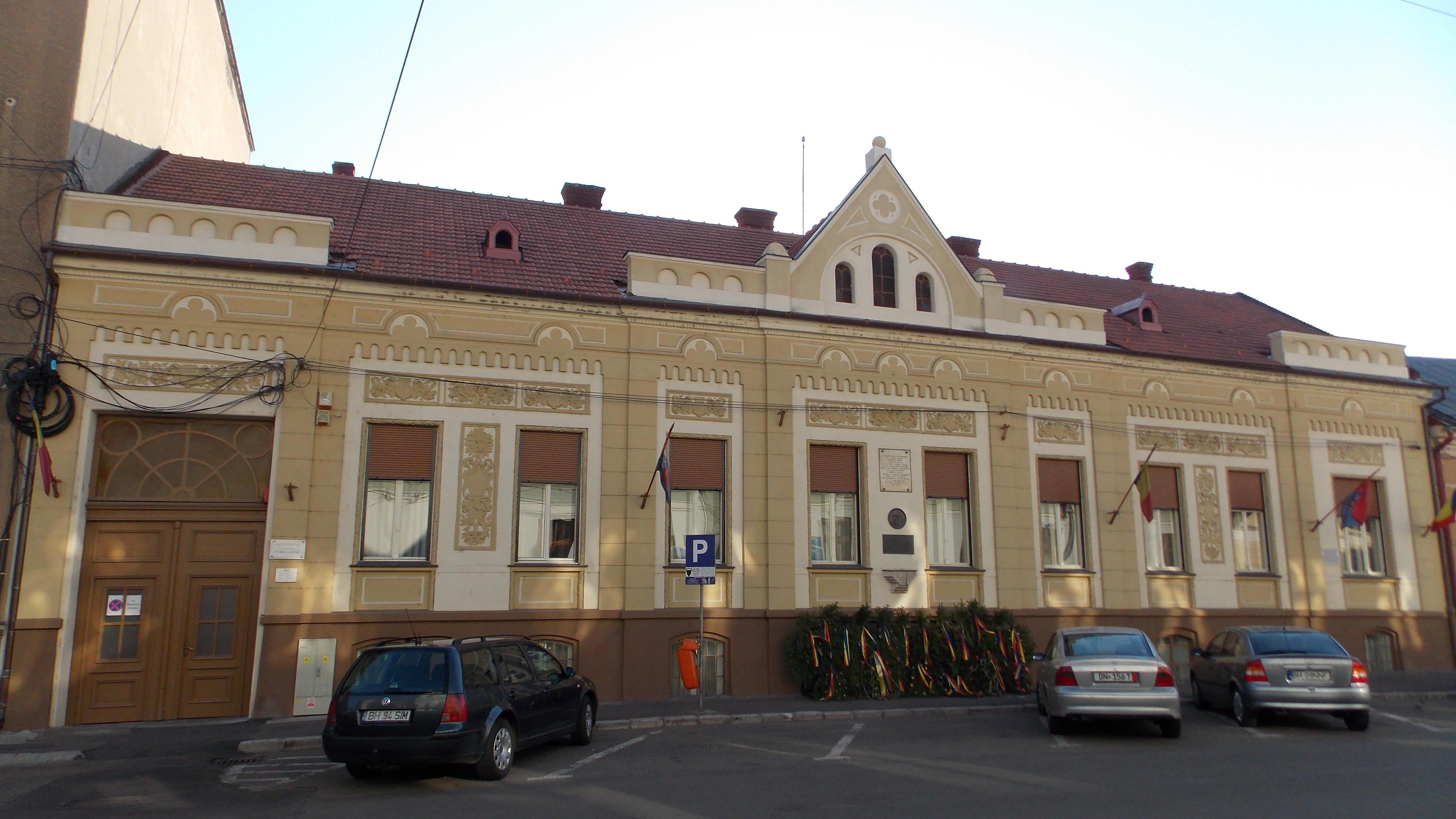
Casa „Dr. Aurel Lazăr”

Ziua de 12 octombrie 1918 reprezintă pentru casa dr. Aurel Lazăr intrarea în istoria românilor ardeleni, încă din ziua precedentă au început să sosească aici persoane necunoscute orădenilor care erau însă de mare prestanță politică între români. Comitetul Național Român a ținut o ședință aici, la care au participat: Teodor Mihali, Alexandru Vaida, Ștefan Cicio-Pop, Vasile Goldiș, loan Suciu, Gheorghe Popovici, Gheorghe Crișan, Nicolae Ivan, loan Ciordaș, Nicolae Comșa, loan Nedelcu, Gheorghe Dobrin, Petru Corneanu. În urma ședinței s-a semnat „Declarația de la Oradea”.
Această clădire se pare că a fost ridicată la sfârșitul veacului al XIX-lea pe strada care se numea atunci Ursula, actualmente strada dr. Aurel Lazăr. Casa de la numărul 13, nu reprezintă din punct de vedere arhitectonic o realizare deosebită. Cu un singur nivel, ridicat pe un demisol înalt, spațioasă, cu nenumărate încăperi ce dau cu ferestrele spre stradă și spre curte, este tipul de clădire orădeană zidită de oameni cu stare. A fost restaurată în repetate rânduri, ultima oară între cele două războaie mondiale.

### Alte instituții de cultură

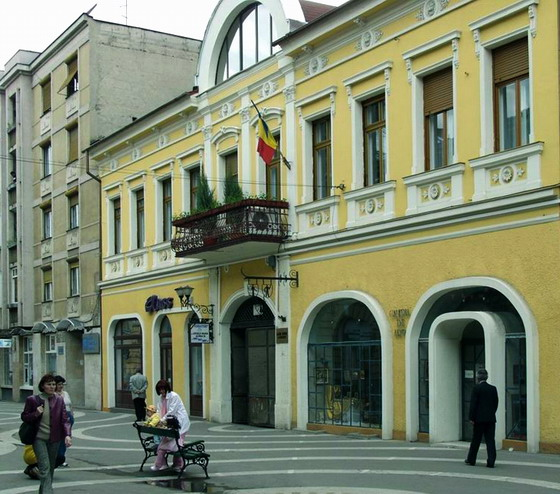
Galeria de Arte Vizuale

| - Muzeul Art Nouveau - Muzeul Masoneriei - Teatrul Studio - Teatrul Szigligeti Ede Oradea - Biblioteca Județeană Gheorghe Șincai - - Galeria Artiștilor Plastici - Revista Culturală Familia - - Palatul Copiilor și Elevilor - Școala de Artă Francisc Hubic | - Casa de Cultură a Sindicatelor Oradea - - Casa de Cultură a Tineretului - Clubul de Dans Sportiv Constructorul - Asociația Logic Club Romania - - Clubul Filatelic Tempo - Studio Act |  |

### Centre culturale
| - Centrul Cultural Italian - Centrul Cultural Slovac |

### Edituri și tipografii
| - Tipografia Orionis - Editura Aion - Poligrafia Treira - Editura Universitatea din Oradea - Editura Scriptum - Societatea Biblică din România - Editura Cartea Creștină | - Editura Celestium - Editura CCD Oradea - Editura Arca - Imprimeria de Vest - Editura Aquila '93 |

### Educație

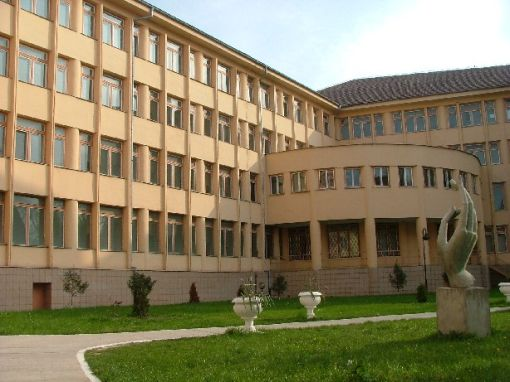
Universitatea din Oradea

Oradea este unul din principalele centre educaționale din România. Aici se află Universitatea din Oradea, una din cele mai mari și moderne universități din țară. Universitatea din Oradea se află în top 20 al celor mai prestigioase universități din România, ocupând locul 8, la egalitate cu alte universități din țară. Câteva facultăți din cadrul universității sunt cotate cele mai bune din țară. De asemenea există și universități private, precum Universitatea Agora, o instituție academică modernă fondată în anul 2000, și Universitatea Emanuel, o școală academică baptistă, fondată în anul 2002. Tot la Oradea se găsește una din cele mai vechi universități private din România, Universitatea Creștină Partium (fostul Colegiu Reformat Sulyok Istvan), fondată în 1990. Este, totodată, singura instituție educațională superioară cu predare în limba maghiară din Oradea.
Învățământul preuniversitar este reprezentat prin 45 de școli și licee.
Universități în Oradea
| - Universitatea din Oradea - - Universitatea Creștină Partium - Arhivat în 3 martie 2009, la Wayback Machine. - Universitatea Emanuel - - Universitatea AGORA - |

Licee
| - Colegiul Național „Emanuil Gojdu” - Colegiul Național „Mihai Eminescu” - Colegiul Național „Iosif Vulcan” - Colegiul Național „Onisifor Ghibu” - Colegiul Economic „Partenie Cosma” - Liceul de Arte Oradea - Liceul cu Program Sportiv „Bihorul” - Liceul Teoretic „Aurel Lazăr” - Liceul Teoretic „Lucian Blaga” - Liceul Teoretic German „Friedrich Schiller”(predare în limba germană) - Liceul Teoretic „Ady Endre”(predare în limba maghiară) | - Liceul „Don Orione” - Colegiul Tehnic „Mihai Viteazul” - Colegiul Tehnic „Traian Vuia” - Colegiul Tehnic „Constantin Brâncuși” - Liceul Tehnologic Sanitar „Vasile Voiculescu” - Liceul Ortodox „Episcop Roman Ciorogariu” - Liceul Greco-Catolic „Iuliu Maniu” - Liceul Teologic Baptist „Emanuel” - Liceul Teologic Penticostal „Betel” - Liceul Teologic Reformat „Lorantffy Zsuzsanna” - Liceul Teologic Romano-Catolic „Szent Laszlo” |

### Festivaluri

#### Toamna Orădeană
„Toamna Orădeană” este un festival de divertisment și cultură, organizat în fiecare an între jumătatea lunii Septembrie și 12 octombrie, ziua orașului. Prima ediție a festivalului a fost în anul 1991. Pe parcursul celor 3-4 săptămâni au loc diverse manifestări culturale, artistice, sportive și de divertisment, în mai multe locații: Cetatea Oradiei, Parcul Nicolae Bălcescu, Piața Unirii, Teatrul de Stat, Arena Antonio Alexe, Casa de Cultură a Sindicatelor, Galeria de Arte Vizuale, etc.
Tradițional, festivalul începe cu „Alaiul Toamnei”, o defilare tematică. Tot în prima zi a festivalului se țin teatre de stradă, expoziții fotografice și concerte în aer liber.
Alte manifestări importante: Festivalul Berii, Festivalul Vinului, Târgul Pălincarilor, Expo Varadinum, diverse întreceri sportive dotate cu Cupa „Toamna Orădeană”.
Ziua orașului Oradea, 12 octombrie, marchează ultima zi a festivalului. Această zi are o dublă semnificație istorică: redactarea Declarației de la Oradea din 1918, document ce proclama dreptul la independență și autodeterminare a românilor din Transilvania, și ziua în care Oradea a fost eliberată  de către armatele române în 1944, cu numai câteva zile înainte de eliberarea Careiului. În această zi are loc defilarea cu torțe și se țin concerte de anvergură în aer liber.

#### Serbările Cetății: Festivalul Medieval Oradea
În fiecare vară, începând cu anul 2000, se organizează „Serbările Cetății”, redenumita din 2018 „Festivalul Medieval Oradea - FMO”, o manifestare cultural-artistică menită să readucă în centrul atenției leagănul istoric al urbei. Toate evenimentele se țin în incinta și în curtea Cetății Medievale a Oradiei.
În cele două zile de desfășurare au loc concerte de muzică clasică, populară, ecumenică și medievală, spectacole de teatru medieval, expoziții de artă plastică, concursuri sportive medievale și concerte de muzică ușoară.

### Alte sărbători
- Zilele Sfântului Ladislau
- Zilele Culturii Slovace
- Sărbătoarea Recoltei

### Alte festivaluri
- Festivalul Internațional de Teatru Oradea
- Festivalul de Teatru Scurt
- European Music Open
- Festum Varadinum
- Festivalul „Poimâine” (HUF)
- Infinite Dance Festival
- Festivalul Internațional de Folclor
- Festivalul „Serile de vară” Szigligeti
- Festivalul Luminii
- Colours Festival

## Presă
Primul ziar profesionist din Oradea, Bihar, a apărut în anul 1862, sub patronajul lui Ottó Hügel și al redactorului Gyula Győrffy. Între 1868 și 1870 același Ottó Hügel a înființat alte două ziare, Nagyváradi lapok („Foile orădene”) și Nagyvárad („Oradea Mare”), punând astfel bazele presei scrise orădene.
La 17 iunie 1874 Ármin Laszky a înființat ziarul Szabadság, la care din anul 1900 va scrie poetul Endre Ady.
Anul 1880 marchează începutul presei în limba română din Oradea, odată cu tipărirea revistei culturale Familia, a lui Iosif Vulcan, revistă ce există și astăzi (în serie nouă). Până în perioada interbelică au luat ființă alte peste 20 de ziare locale, în limbile maghiară și română. Dintre cele mai importante: Nagyváradi napló („Jurnalul orădean”; 1898), Tavasz („Primăvara”; 1919), Cele trei Crișuri (revistă de cultură înființată de colonelul Bacaloglu).
În ianuarie 1945 este înființat ziarul Viața nouă, publicație în limba română susținută de Administrația sovietică a Ardealului de Nord. Ziar de propagandă comunistă, în paginile sale era reflectată atât situația de pe fronturile celui de-al Doilea Război Mondial, cât și eforturile administrației locale de a normaliza viața orădenilor după eliberarea de sub ocupația ungurească fascistă. Pe 6 martie 1946 cotidianul Viața nouă este denumit Crișana, sub acest nume continuând să existe de-a lungul întregii perioade comuniste, dar și după 1989. Astfel, Crișana este cel mai vechi cotidian românesc din această parte de țară. În 45 de ani de regim comunist, presa a fost o unealtă propagandistică a PCR, puține articole și ziare fiind realmente profesioniste și libere. Imediat după căderea regimului dictatorial al lui Nicolae Ceaușescu, presa românească a început din nou să înflorească. Vechile reviste literare și cotidiene precum Familia și Jurnal Bihorean s-au reînființat. Astăzi presa orădeană este reprezentată prin peste 13 cotidiene și reviste locale, două agenții de presă, 5 posturi locale de televiziune și 8 posturi de radio.

## Sănătate
Fiind centrul Crișanei și al Bihorului, Oradea dispune de aproape toate serviciile medicale. La dispoziția populației stau 6 spitale de stat, printre care cele mai importante sunt Spitalul Clinic Județean, Spitalul Clinic Municipal „Dr. Gavril Curteanu” cu cea mai mare secție de pediatrie din județ, Spitalul Militar, Spitalul Clinic de Neurologie și Psihiatrie, primele două dispunând și de servicii de urgență. Pe lângă spitalele de stat sunt autorizate multe dispensare și cabinete medicale, un centru de recoltare și conservare a sângelui, Serviciul de Ambulanță, Spitalul și Centrul de Diagnostic și Tratament „Pelican”, Spitalul „Arsmed”, etc. Policlinicile și farmaciile întregesc sistemul sanitar local, iar multe dintre ele au programe permanente. Un loc deosebit de important ocupă stațiunile Băile Felix și Băile 1 mai, care au o reputație internațională în tratamentul afecțiunilor aparatului locomotor, respirator, ale sistemului nervos central și periferic, precum și al unor boli asociate, prin utilizarea resurselor de apă termală, folosite în scopuri curative.

## Sport

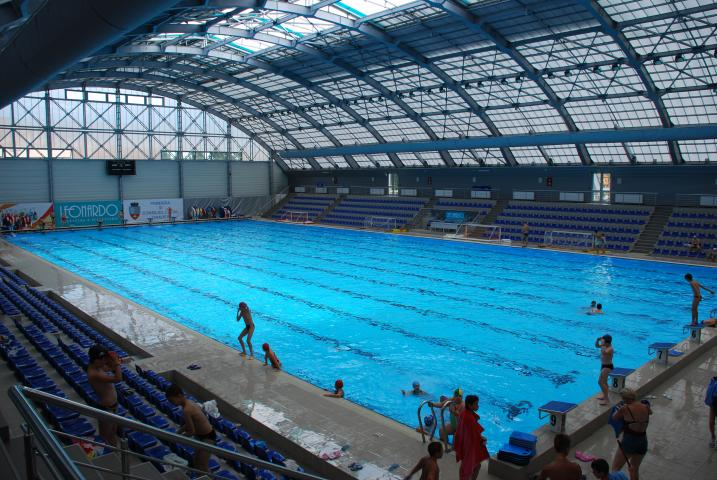
Bazinul Olimpic „Ion Alexandrescu”

Oradea s-a remarcat mai ales prin calitatea echipelor de polo, municipiul fiind reprezentat în Campionatul Național de Crișul Oradea, și de deținătoarea titlului pe anul 2008, C.S. Leonardo. De asemenea, C.S. Shogunul Oradea deține multe cupe la competițiile de kata și kumite, printre care Cupa Națională de Karate „Shogunul”, Cupa Națională de Karate a ”Palatului Oradea”.
În Oradea își are sediul și una din puținele federații din afara Bucureștiului: Federația Română de Karate Kyokushin. În Oradea, acest sport este reprezentat de CS Gym Oradea, club care a dat mai mulți campioni europeni la karate kyokushin.
Însă nici fotbalul nu a fost neglijat în urbea de pe Criș, în acest sens Oradea având o tradiție de peste 100 de ani de fotbal, reprezentată azi de echipa-fanion a orașului, FC Bihor fondată în anul 1958, urmașa mult mai titratei echipe C.A. Oradea, fondată în 1902 - campioana Ungariei horthyste în 1944 și a României în 1949, câștigătoarea Cupei României în 1956.
În 2003 a fost înființată și echipa de baschet CSM Oradea. Echipa a promovat în Divizia A în 2005, unde a rămas până în prezent. Cea mai notabilă performanță atinsă de CSM Oradea este câștigarea titlului de campioană națională la finalul sezonului 2015-2016.

## Arhitectură și turism
Până în 1918, Oradea a făcut parte din Imperiul Austro-Ungar, din partea imperiului guvernată de Budapesta. Dezvoltarea orașului, activitățile economice, arhitectura etc. au evoluat în acest context statal. Oradea a fost un oraș cosmopolit, cu populație eterogenă, cu mare varietate culturală și religioasă. La sfârșitul anului 1914, Oradea avea 69.949 de locuitori. Structura confesională a populației orașului a fost dominată de trei mari confesiuni: romano-catolică, reformată (calvină), israelită. Dacă în partea sud-estică a Comitatul Bihor românii erau clar majoritari, în Oradea erau minoritari.
Concepția administrației municipale privind rolul ei în dezvoltarea orașului și construirea de imobile s-a schimbat în timp. În perioada 1860-1890, dezvoltarea urbană a Oradiei a fost lentă, lipsind adevăratele elemente ale unei vieți urbane. În timpul mandatului primarilor Jószef Bulyovszky (1897-1901) și Károly Rimler (1901-1919), concepția despre dezvoltarea urbană și rolul primăriei s-a schimbat. Administrația orașului a promovat o politică de dezvoltare urbană accelerată, realizându-se mari clădiri publice și infrastructura. În perioada 1900-1914, orașul a fost dotat cu toate elementele urbane moderne.
În Oradea, la începutul secolului al XX-lea, au activat câțiva dintre cei mai importanți arhitecți budapestani. Curentul de inspirație lechneriană este reprezentat prin Marcell Komor și Dezső Jakab, Zoltán Bálint și Lajos Jámbor. Din generația de tineri arhitecți, a grupării Tinerii, a activat la Oradea, Valér Mende. Frigyes Spiegel, aflat inițial sub înrâurirea Art Nouveau-ului occidental (cunoscut și ca Secesiunea vieneză și Jugendstil), a realizat importante clădiri rezidențiale. Arhitectura premodernă, cu influențe vieneze, este prezentă prin lucrările fraților László și József Vágó. Amprenta arhitecturii vieneze se poate constata și la Palatul Ullmann, construit de Franz Löbl.

### Monumente și clădiri

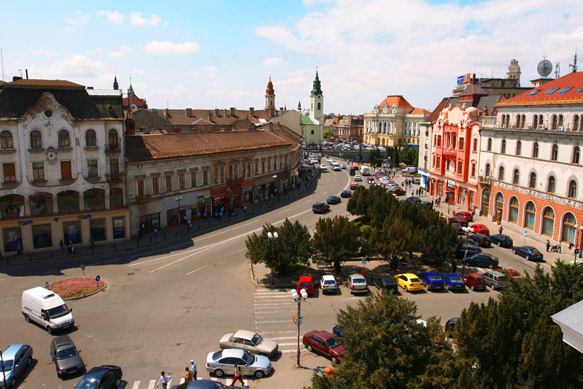
Piața Ferdinand

Palatul Vulturul Negru

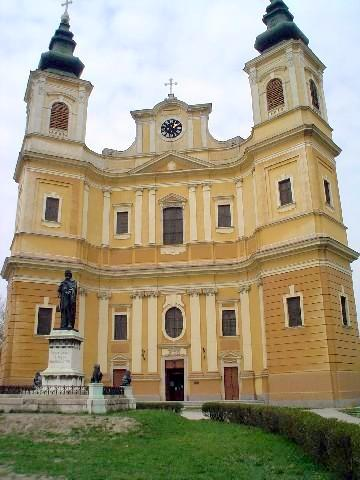
Bazilica Romano-Catolică

#### Evul Mediu
- Cetatea Oradea, construită în secolul XI și devenită o adevărată emblemă a orașului. Caracteristica principală e forma pentagonală, realizată în stilul strategic din secolele 16-17.

#### Secolul al XVII-lea
- Biserica de lemn Sfinții Arhangheli Mihail și Gavril, a fost mutată în 1994 din satul Corbești
- Biserica Sf. Brigita (1693), prima biserică romano-catolică construită după eliberarea orașului de sub ocupație otomană

#### Secolul al XVIII-lea
- Biserica Sfântul Ladislau (1720 - 1741), cel mai vechi altar în uz din Oradea
- Biserica Romano-Catolică Sfânta Treime din Oradea (1727), construită pe ruinele unei biserici medievale distruse de turci
- Biserica romano-catolică din Cetatea Oradea
- Biserica romano-catolică din Olosig (1732 - 1743), construită de călugării franciscani în vechiul cartier italian
- Biserica Ordinului Premonstratens (1741 - 1766)
- Biserica de lemn Sf. Arhangheli, a fost mutată în anul 1991 din satul Letca
- Bazilica romano-catolică (1752 - 1779), catedrala Diecezei de Oradea Mare. Împreună cu Șirul Canonicilor și Palatul Baroc, constituie cel mai mare ansamblu baroc de pe teritoriul României
- Biserica Mizericordienilor (1754 - 1760)
- Șirul Canonicilor (1758 - 1875)
- Spitalul Mizericordienilor (1760 - 1770)
- Palatul Episcopiei Romano-Catolice (1762 - 1777), a găzduit între anii 1971 și 2006 Muzeul Țării Crișurilor. Împreună cu Șirul Canonicilor și Bazilica romano-catolică din Oradea, constituie cel mai mare ansamblu baroc de pe teritoriul României
- Complexul Ursulinelor (1765 - 1774)
- Biserica Ortodoxă Sfinții Arhangheli Mihail și Gavril (1768 - 1779)
- Biserica cu Lună (1784 - 1790), construită în stil baroc, este una dintre puținele biserici ortodoxe din România edificate în acest stil. Un mecanism din turla bisericii arată cu exactitate fazele lunii

#### Secolul al XIX-lea
- Catedrala Sfântul Nicolae (1800 - 1839), catedrala Eparhiei Greco-Catolice de Oradea
- Biserica Seminarului (1858)
- Biserica romano-catolică Neprihănita Zămislire (1858 - 1862)
- Gara Centrală din Oradea (1868 - 1870)
- Muzeul Memorial Ady Endre (1869), se află în incinta fostei cafenele Müller
- Muzeul Memorial Aurel Lazăr (1870)
- Sinagoga Neologă Zion (1877 - 1878), a fost inspirată după Marea Sinagogă din Nürnberg
- Muzeul Memorial Iosif Vulcan (1887)
- Sinagoga Ortodoxă Hevra Sas (1890)
- Hotelul și Băile Rimanóczy (1890 - 1900)
- Palatul Poștelor din Oradea (1894 - 1909)
- Muzeul Militar din Oradea (1895)
- Palatul Copiilor (1895 - 1896), a servit inițial ca sediu pentru Societatea de Arheologie și Istorie
- Școala Reală Superioară de Stat (1896), sediul actual al Colegiului Național Emanuil Gojdu, una dintre cele mai prestigioase instituții de învățământ preuniversitar din județ
- Palatul de Justiție (1898)
- Clădirea Bazarului (1899)
- Palatul Finanțelor (Policlinica 2) (1899 - 1900)
- Teatrul Regina Maria (1899 - 1900)

#### Secolul al XX-lea
- Casa Füchsl (1902)
- Palatul Sztarill (1902)
- Palatul Primăriei Oradea (1902 - 1903), construit pe fostul amplasament al episcopiei romano-catolice din secolul XVIII
- Spitalul de neuropsihiatrie (1902 - 1903)
- Hotelul Parc (1903)
- Hotelul Pannónia (1903 - 1904)
- Palatul Episcopiei Greco-Catolice din Oradea (1903 - 1905)
- Palatul Stern (1904 - 1906)
- Palatul Moskovits (1905)
- Palatul Rimanóczy Sr. (1905), este o replică a palatului Ca' d'Oro din Veneția
- Palatul Rimanóczy jr. (1905), găzduiește astăzi sediul Episcopiei Ortodoxe din Oradea
- Casa Vágó (1905)
- Casa Deutsch (1906 - 1910)
- Casa Poynár (1907)
- Palatul Vulturul Negru din Oradea (1907 - 1908), cea mai importantă clădire în stil secession din Transilvania
- Clădirea Baroului (1908 - 1909)
- Casa de Economii a Județului Bihor (1910)
- Casa Fodor (1910)
- Casa Goldstein (1910)
- Casa Darvas-La Roche (1910 - 1911), primul muzeu Art Nouveau din România
- Casa Markovits-Mathézer (1911)
- Vila Okányi-Schwartz (1912)
- Casa Roth (1912)
- Școala de jandarmi (1912 - 1913), găzduiește în prezent facultățile Universității din Oradea
- Palatul Apollo (1912 - 1914)
- Palatul Ullmann (1913), construcție semnificativă și reprezentativă a comunității evreiești din Oradea
- Biserica romano-catolică „Sfântul Iosif” din Oradea (1962)
- Mănăstirea Sfintei Cruci (1992)

### Viață de noapte

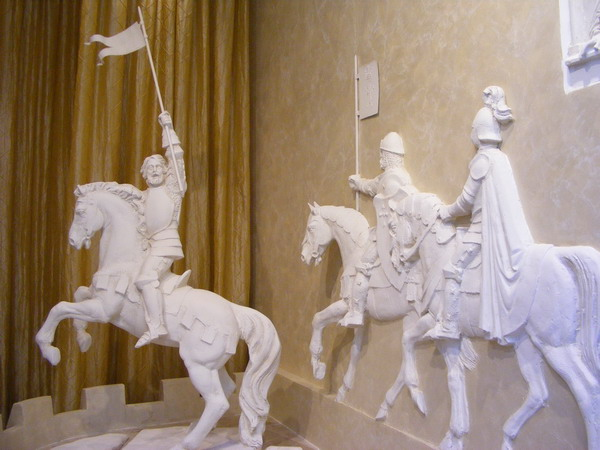
Decorațiuni și basoreliefuri din Restaurantul Medieval din centrul istoric

Viața de noapte în Oradea este cât se poate de activă. Centrul istoric al orașului abundă în terase, cafenele, restaurante și cluburi. Majoritatea acestora se află în clădiri-monument.
Terasele, cluburile și cafenelele sunt deschise până la orele 03-05 a.m., dar majoritatea restaurantelor sunt închise înainte de miezul nopții. Însă multe pizzerii și restaurante tip fast-food sunt deschise non-stop.
Printre localurile cele mai renumite: Green Pub, Black Eagle, Lord's, Steam Bar, Edison Pub, Window Pub, Columbus Cafe, Cafe Frei, Semiramis Cafe, Yellow Submarine, Sahara, restaurantul Old Mill, restaurantul Queen's, restaurantul Cyrano, restaurantul Romanada, restaurant-pizzerie Bridge.

### În împrejurimi

Rezervația cu nuferi din Băile Felix

La câțiva kilometri de Oradea se află renumitele stațiuni balneare Băile Felix și Băile 1 Mai. Printre obiectivele turistice de aici:
- Lacul cu nuferi din Băile 1 Mai, rezervație naturală care ocrotește trei specii naturale protejate: Nymphaea Lotus Thermalis (varietate unică în Europa, relicvă a erei terțiare), peștele „Roșioara lui Racoviță” (specie endemică, denumită după naturalistul român Emil Racoviță) și melcul Melanopsis Parreyssi (supraviețuitor al ultimei ere glaciare);
- Fenomenul carstic de pe Dealul Șomleului, Avenul de la Betfia, supranumit „Hudra Bradii” (numit și „Craterul de la Betfia”). Are o adâncime de 86 de metri, puțul având o cădere aproape verticală de 54 metri);
- Ștrandul Venus din Băile 1 Mai;
- Rezervația de nuferi din Băile Felix;
- Ștrandul cu valuri din Băile 1 Mai (cel mai vechi din România - aprox. 107 ani);
- Ștrandul cu apă termală „Apollo” din Băile Felix.

În prezent, în ambele stațiuni sunt multe pensiuni și vile, precum și hoteluri de trei și patru stele, cu confort deosebit, și se situează la nivelul turismului internațional.

### Hoteluri și pensiuni
În Oradea există peste 21 de hoteluri, din care unul de cinci stele, șase sunt de patru stele, cel mai important fiind Continental Forum Oradea, opt de trei stele și trei hoteluri de două stele. Momentan, nu mai există hoteluri funcționale de o stea.
Majoritatea pensiunilor din regiune se află în Băile Felix și Băile 1 Mai, însă nici Oradea nu duce lipsă de asemenea unități de cazare. Există 20 pensiuni, majoritatea de două și trei stele, precum și trei moteluri de trei stele și vile turistice.

### Parcuri

Zonă de promenadă pe malul Crișului Repede

În secolul XIX, deși industria era incomparabil mai mică decât astăzi, poluarea era mult mai mare, din cauza folosirii cărbunelui pentru producerea energiei. Astfel necesitatea existenței unor vaste spații verzi s-a făcut simțită tot mai mult, ca mijloc de a contrabalansa efectele negative ale unei industrializări puternice.
Primele parcuri se leagă de vastele spații lipsite de clădiri din jurul cetății, terenuri care în Evul Mediu au fost folosite în strategia de apărare. Astfel a apărut Piața 1 Decembrie sau Piața Mare, unde, o dată pe săptămână, se ținea târgul de vite și care, în anii ’50, a fost transformată într-un parc mare, cu numele Parcul 23 August.
În secolul XIX, cu destinația specială de spațiu verde și de recreere, s-au construit numai două parcuri, grădina Rhédey și actualul parc Petőfi, care a făcut parte din marele spațiu verde din jurul Complexului Baroc.
La începutul secolului XX, pe un teren mlăștinos de pe malul drept al Crișului Repede până sub dealuri, s-a construit Parcul Orășenesc, numit ulterior Parcul Muncitoresc, iar în prezent Parcul Ion C. Brătianu. Este cel mai mare parc al orașului, sub care există câteva izvoare de apă termală care alimentează ștrandul municipal din apropiere. Pe același mal, la sfârșitul secolului XIX, pe lângă strada Libertății s-a amenajat un parc, care în perioada dualistă a avut numele de Parc Milenar, iar în perioada interbelică numele lui Mihai Eminescu.
După cel de-Al Doilea Război Mondial, s-au creat Parcul Nicolae Bălcescu, Parcul Dendrologic din șanțurile Cetății și numeroase alte parcuri mai mici în noile cartiere.
În prezent, Oradea este unul din puținele orașe din România cu multe spații verzi. Pe lângă micile și marile parcuri și zone verzi din cartierele rezidențiale ale orașului, există și câteva zone de promenadă în cartierele vechi și centrale.

## Personalități

### Născuți în Oradea
- Péter Váradi, arhiepiscop de Kalocsa (cca. 1450)
- Petrus Pázmány, cardinal primat al Ungariei, cu sediul la Nagyszombat (1570-1637)
- Sigismund Báthory, principe al Transilvaniei (1572-1613)
- Gabriel Báthory, principe al Transilvaniei (1589-1613)
- Francisc Rhédei, principe al Transilvaniei (1610-1667)
- Mihály Teleki⁠(hu)[traduceți], cancelar al Transilvaniei (1634-1690)
- Zaharia Carcalechi, ziarist și tipograf (1784-1856)
- Ödön Beöthy, comite al comitatului Bihor (1796-1854)
- Lajos Tisza, vicecomite și comite al comitatului Bihor
- Emanuil Gojdu, avocat și patriot român de origine aromână, (1802-1870), a lăsat moștenire întreaga sa avere Fundației Gojdu
- József Nagysándor, general, unul din martirii de la Arad (1803-1849)
- Ede Szigligeti, dramaturg (1814-1878)
- Lajos Mezey , pictor și fotograf (1820 - 1880)
- Lucreția Suciu-Rudow, poetă (1859-1900)
- Kálmán Rimanóczy (fiul), unul din cei mai importanți arhitecți orădeni (1870 - 1912)
- Zoltán Bálint, arhitect (1871-1939)
- Aurel Lazăr, avocat și primar orădean, participant la Marea Unire (1872 - 1930), deputat în Marea Adunare Națională de la Alba Iulia 1918
- Emil Adorján, avocat, scriitor (1873 - 1944)
- László Vágó, arhitect (1875 - 1933)
- József Vágó, arhitect (1877 - 1947)
- Ákos Dutka, poet și jurnalist (1881 - 1972)
- Géza Tabéry, scriitor și jurnalist (1890 - 1958)
- Jenő Elefánt, pictor expresionist (1899 - 1945)
- Endre Kabos, scrimer (1906 - 1944)
- József Bíró, istoric de artă (1907 - 1945)
- Ernő Grünbaum, pictor, litograf și grafician (1908 - 1945)
- Iuliu Baratky, fotbalist român, supranumit „Minunea blondă” (1910-1962)
- Brúnó Straub (1914-1996), președinte al Ungariei
- Francisc Spielmann, fotbalist (1916 - 1974)
- Miklós Hubay, dramaturg (1918 - 2011)
- Thurzó Sándor, muzicolog (1920 - 2009)
- Roman Mottl, pictor și grafician (1921 - 1991)
- Nándor Wagner, sculptor și pictor (1922 - 1997)
- Ferenc Bencze, actor (1924 - 1990)
- Ovidiu Cotruș, pseudonim Ovidiu Sabin, poet și critic literar (1924 - 1977)
- Mircea Malița, matematician, eseist, academician, diplomat (ambasador în SUA și director al Bibliotecii române din New York), ministru de externe, profesor universitar (1927 - 2018)
- Ioan Pop de Popa, profesor doctor docent, medic cardiolog, specialist în chirurgie cardio-vasculară, a efectuat prima operație pe cord deschis din România, senator, (n. 1927 - d. 2021)
- Mircea Zaciu, critic și istoric literar, membru de onoare al Academiei Române (1928 - 2000)
- Titus Popovici, fost scriitor și scenarist român (1930 - 1994)
- Éva Heyman, victimă a Holocaustului, fetiță de 13 ani, supranumită Anne Frank de Oradea, a trăit în ghetoul orădean, ținând un jurnal despre ororile trăite. (1931 - 1944)
- Liviu Borcea, istoric și medievist (1939 - 2006)
- Romulus Guga, scriitor (1939 - 1983)
- Iosif Demian, regizor de film (n. 1941)
- Anna Széles, actriță (n. 1942)
- Șerban-Dan Costa (1955), ginecolog și obstetrician
- Béla Kamocsa, instrumentist și cântăreț
- Adriana Babeți (n. 1949), critic literar, romancieră și eseistă
- Ion Simuț (n. 1953), critic și istoric literar
- Călin Pop (n. 1960), muzician și lider al trupei Celelalte Cuvinte
- AG Weinberger (n. 1965), muzician, producător radio
- Cristian Tabără (n. 1967), jurnalist și prezentator de televiziune
- Orlando Balaș (n. 1971), scriitor
- Ciprian Danșa (n. 1976), arbitru
- Cosmin Bărcăuan (n. 1978), fotbalist
- Erik Lincar (n. 1978), fotbalist
- Kálmán Kádár (n. 1979), jucător de polo
- Mihai Neșu (n. 1983), fotbalist
- Gabriella Szűcs (n. 1984), handbalistă
- Claudiu Keșerü (n. 1986), fotbalist
- Emil Rengle (n. 1990), dansator și coregraf

### Au trăit în Oradea
- Rogerius, călugăr italian (1201/1205 - 1266)
- Andrea Scolari, episcop romano-catolic (sec. XIV - 1426)
- Ioan Viteaz, (1408 - 1472), episcop, a înființat la Oradea primul observator astronomic din sud-estul Europei
- Gheorghe Martinuzzi, episcop romano-catolic (1482 - 1551)
- Zsuzsanna Lorántffy, principesă-consoartă a Transilvaniei, soția lui Gheorghe Rákóczi I
- Johann Michael Haydn, compozitor austriac (1737 - 1806), a debutat ca dirijor principal la Oradea și este considerat unul dintre fondatorii vieții muzicale orădene
- Ignațiu Darabant, episcop greco-catolic (1738 - 1805)
- Carl Ditters von Dittersdorf, compozitor austriac (1739 - 1799), este considerat unul dintre fondatorii vieții muzicale orădene
- Wenzel Pichl, violonist și dirijor (1741 - 1805)
- Samuil Vulcan, episcop greco-catolic (1758 - 1839)
- Nicolae Jiga, comerciant și filantrop (1790/1792 - 1870)
- Alexandru Roman, publicist și membru fondator al Academiei Române (1826 - 1897)
- Mihail Pavel, episcop greco-catolic (1827 - 1902)
- Francisc Hubic, preot greco-catolic, compozitor și dirijor (1883 - 1947)
- Rimanóczy Kálmán (tatăl), arhitect (1840 - 1908)
- Iosif Vulcan, publicist și scriitor, a fondat revista culturală Familia (1841 - 1907)
- Roman Ciorogariu, episcop ortodox (1852 - 1936)
- Demetriu Radu, episcop greco-catolic (1861 - 1920)
- Valeriu Traian Frențiu, episcop greco-catolic (1875 - 1952)
- Endre Ady, poet maghiar (1877 - 1919)
- Alfred Macalik, pictor, desenator și grafician austriac (1888 - 1979)
- Emőd Tamás, poet și jurnalist (1888 - 1938)
- István Sulyok, episcop reformat (1895 - 1944)
- Iosif Fekete, sculptor (1903 - 1979)
- Imre Horváth, poet (1906 - 1993)
- Leon Alex, pictor (1907 - 1944)
- Iuliu Bodola, fotbalist (1912 - 1993)
- Traian Blajovici, filolog și profesor universitar (1919 - 1988)
- Radu Enescu, eseist și critic literar (1925 - 1994)
- Coriolan Hora, pictor (1924 - 1991)
- Ion Mâinea, actor (1929 - 2008)
- Anna Marossy, biolog (1931 - 2015)
- Mircea Bradu, scriitor și jurnalist (n. 1937)
- Emeric Ienei, fost jucător și antrenor de fotbal (n. 1937)
- Valentin Chifor, critic literar, istoric literar și eseist (n. 1939)
- Alexandru Colpacci, regizor de teatru (n. 1945)
- Ioan Moldovan, poet și eseist (n. 1952)
- Traian Ștef, poet și eseist (n. 1954)
- Lucian Scurtu, poet (n. 1954)
- Victor Ioan Frunză, regizor de teatru (n. 1959)
- Alexandru Darie, regizor de teatru (1959 - 2019)
- Antonio Alexe, baschetbalist (1969 - 2005)
- Sandu Lungu, luptător de arte marțiale mixte (n. 1974)

### Regi înmormântați la Oradea
- 1096 - Ladislau I al Ungariei
- 1131 - Ștefan al II-lea al Ungariei
- 1295 - Fenenna, soția lui Andrei al III-lea al Ungariei
- 1319 - Beatrix de Luxemburg, soția lui Carol Robert de Anjou
- 1367 - Elisabeta, nepoata lui Basarab I al Valahiei
- 1395 - Maria de Ungaria
- 1437 - Sigismund de Luxemburg

### Site-uri oficiale
- Site oficial
- Zona metropolitană Oradea
- Pagina oficială de promovare a orașului Oradea. Include informații legate de turismul cultural și de patrimoniu, posibilități de cazare și promovare Arhivat în 24 septembrie 2014, la Wayback Machine.

### Cultura orădeană
- Filarmonica de Stat
- Muzeul Țării Crișurilor
- Biblioteca Județeană Gheorghe Șincai
- Revista Culturală Familia
- Casa de Cultură a Sindicatelor
- Oradea - Tur Virtual Arhivat în 25 iulie 2013, la Wayback Machine.
- Circuit turistic Punți crișene Arhivat în 24 octombrie 2023, la Wayback Machine.
- Ghid Local Oradea

### Presa orădeană
- Cotidianul Jurnal Bihorean
- Cotidianul Crișana
- Digi24 Oradea Arhivat în 19 iulie 2013, la Wayback Machine.
- infoOradea

### Hărți
- Harta Oradea Arhivat în 19 iulie 2013, la Wayback Machine.
- Tur virtual al orasului Arhivat în 26 decembrie 2012, la Wayback Machine.